# Basilica di Santa Maria in Cosmedin
La basilica di Santa Maria in Cosmedin è un luogo di culto cattolico di Roma, situato in piazza della Bocca della Verità, nel rione Ripa; rettoria e officiata dalla Chiesa cattolica greco-melchita, ha la dignità di basilica minore e su di essa insiste l'omonima diaconia.
La basilica, frutto dell'ampliamento sotto papa Adriano I (772-790) di un precedente luogo di culto cristiano attestato fin dal VI secolo, fu oggetto di un importante rifacimento nel 1123 ed è attualmente uno dei rari esempi di architettura sacra del XII secolo a Roma; è nota per la presenza nel nartece della Bocca della Verità.

## Storia

### Età antica
Il sito su cui sorge la basilica di Santa Maria in Cosmedin, in epoca romana si trovava al margine sud-orientale del Foro Boario, prossimo al fiume Tevere e al Circo Massimo. In quest'area trovava luogo l'Ara massima di Ercole invitto, edificata secondo la tradizione da Evandro dopo che Ercole ebbe ucciso il gigante Caco, e che assunse la sua conformazione definitiva con una ricostruzione nel II secolo a.C..
Alla metà del IV secolo d.C. venne edificata immediatamente ad ovest dell'Ara massima e ad essa adiacente un'aula porticata, posta su un podio e delimitata da arcate poggianti su colonne; essa era molto probabilmente priva di copertura in quanto sarebbe risultata molto costosa a causa della notevole altezza delle pareti (18 metri), nonché soggetta agli incendi che avrebbe potuto appiccare il fuoco dei sacrifici del santuario attiguo; secondo altri studi, invece, la presenza di stucchi al suo interno avrebbe necessariamente richiesto la presenza di un tetto. L'edificio, tradizionalmente ed erroneamente scambiato per la Statio Annonae (ove trovavano luogo gli uffici e i magazzini dell'Annona) che invece sorgeva più a sud, conteneva probabilmente delle reliquie di Ercole o era comunque utilizzato per il suo culto.

### La diaconia e la chiesa cristiana

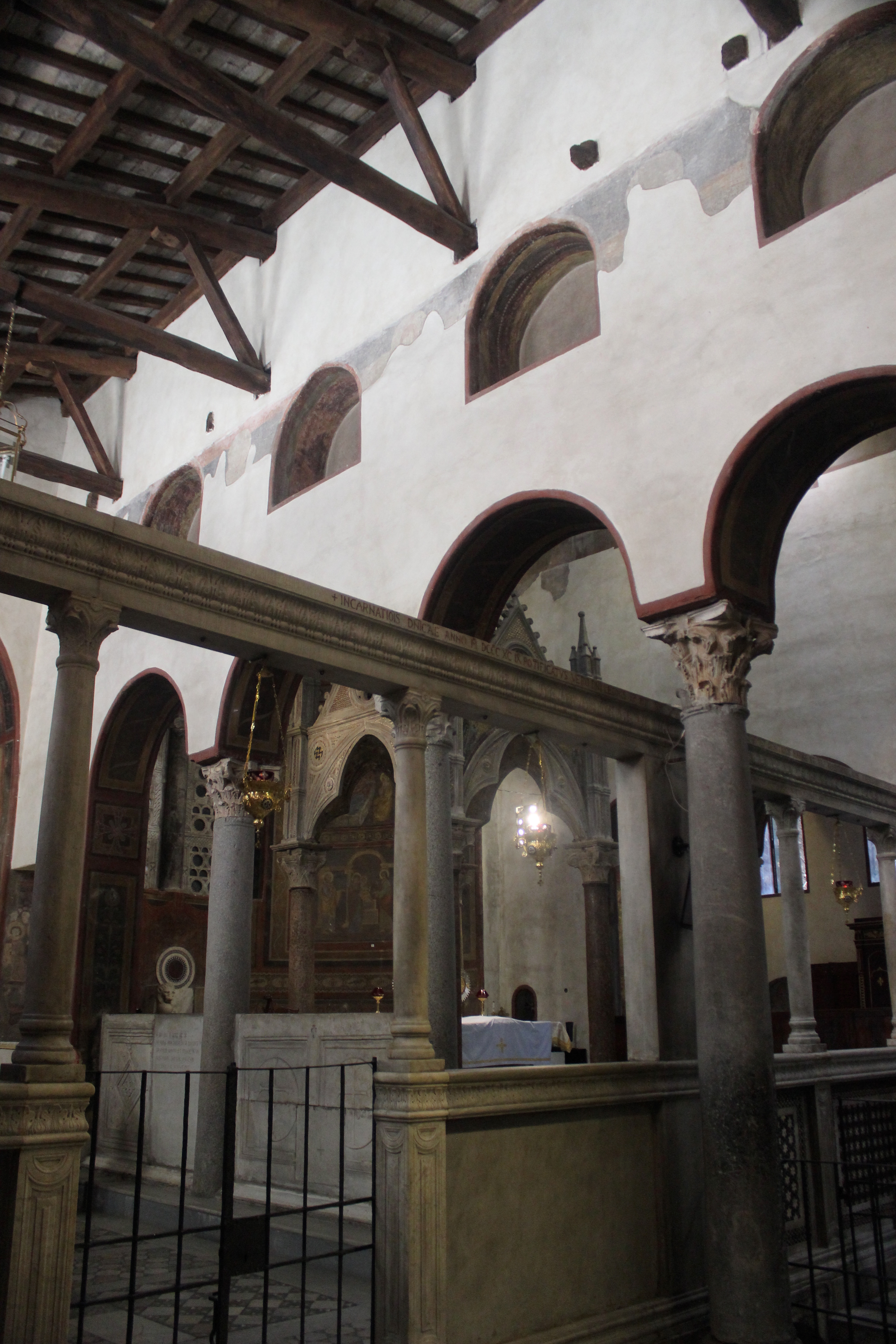
Le arcate tra la navata centrale e la navata laterale di sinistra; sono visibili le monofore con le quali il matroneo di Adriano I si apriva sulla navata maggiore, murate sotto Callisto II.

La presenza di una diaconia nell'area è attestata fin dal VI secolo, sebbene la prima esplicita testimonianza scritta risalga al pontificato di papa Adriano I (772-790). L'aula porticata rimase in funzione fino al VI secolo, anche grazie all'attività del Foro Boario e alla vicinanza con il Circo Massimo; successivamente al suo interno si insediò una comunità cristiana, che edificò un primitivo luogo di culto sfruttando la struttura preesistente (si tratterebbe quindi del primo caso di cristianizzazione di un luogo di culto pagano nella città di Roma). Anticamente si riteneva che il primo luogo di culto in quel sito fosse stato fondato da papa Dionisio (259-268).
Il nome della diaconia era quello di Sancta Maria in Schola Graeca, dovuto alla nutrita presenza, in quell'area, di una comunità greca costituita inizialmente soprattutto da funzionari (l'area stessa era stata perciò denominata Ripa Graeca); la chiesa era costituita da un'aula sulla quale si aprivano degli ambienti laterali (o tra di loro indipendenti, oppure due navatelle), sulle quali probabilmente trovavano luogo dei matronei che si affacciavano sulla navata centrale con sei finestre ad arco per lato. L'ambiente terminava ad est con la parete fondale della loggia, motivo per cui è da escludersi la presenza di un'abside.
Furono eletti al soglio pontificio tre cardinali diaconi di Santa Maria in Cosmedin: papa Gelasio II nel 1118, papa Celestino III nel 1191 e anche l'antipapa Benedetto XIII nel 1394.

### I rifacimenti medioevali

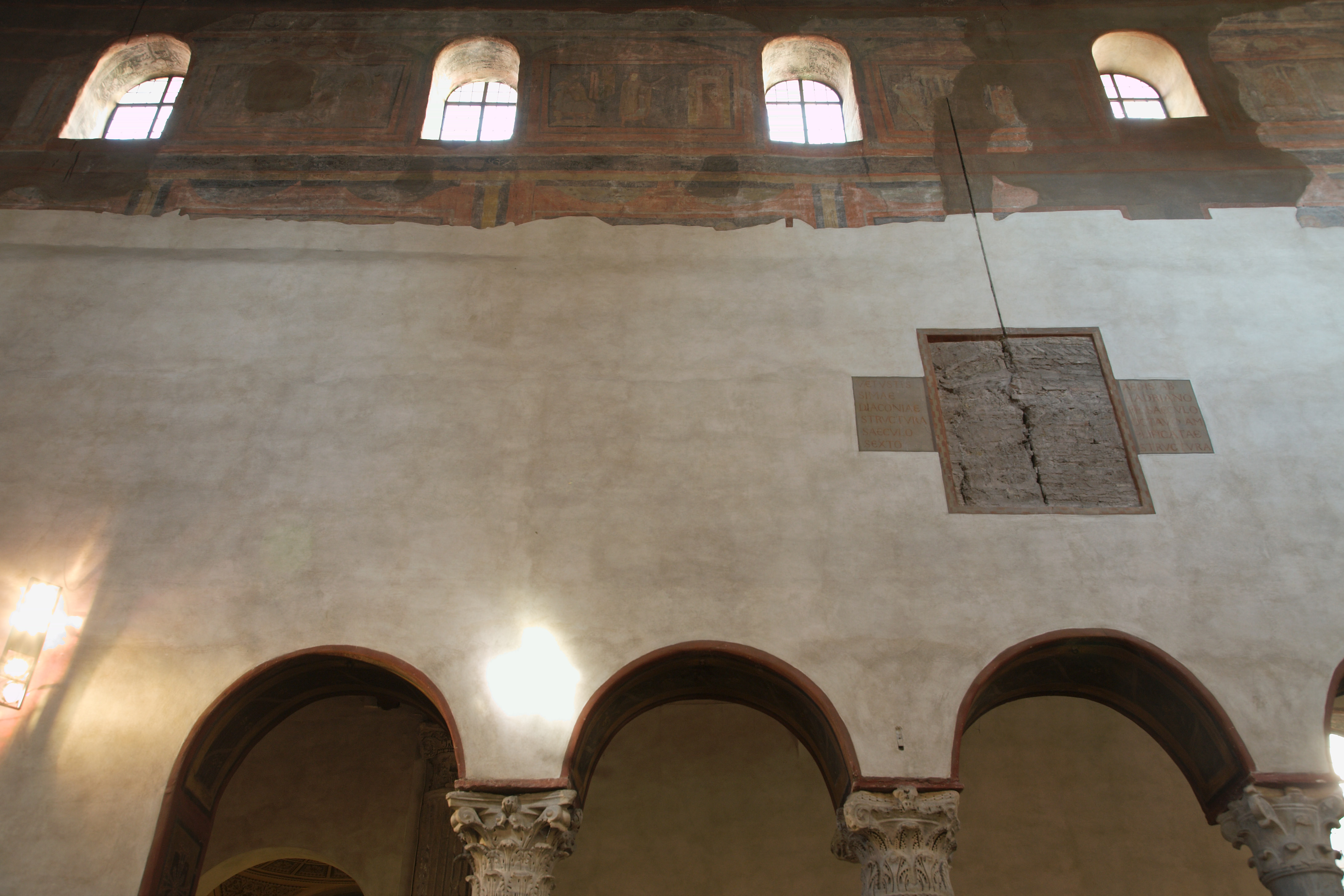
La parete sinistra della navata centrale: il saggio murario mostra l'innesto tra l'edificio del VI secolo (a sinistra) e quello dell'VIII (a destra).

Papa Adriano I, volendo ampliare la chiesa verso est, nel 782 fece demolire la parete fondale dell'aula porticata, così da poter sfruttare il basamento in blocchi di tufo della retrostante Ara massima all'interno del quale scavò una cripta. L'intera struttura raddoppiò la propria lunghezza; lo spazio interno venne suddiviso in tre navate con matronei, ciascuna delle quali terminante con un'abside semicircolare.
La chiesa e i suoi annessi furono affidati ad una colonia di monaci greci che si erano rifugiati a Roma per sottrarsi alle persecuzioni iconoclasta di Costantino V; da questi la chiesa prese il nome di Santa Maria in Schola Greca, e divenne poi nota come Santa Maria in Cosmedin, dalla parola greca κοσμίδιον ("ornamento", "decorazione"), denominazione toponomastica tipicamente bizantina riscontrabile in diverse chiese di Costantinopoli e, in Italia, anche a Napoli e a Ravenna, (nome con il quale venne chiamato a partire dall'VIII secolo il battistero degli Ariani). In particolare la comunità greca affidataria volle probabilmente ricordare il Kosmidìon di Costantinopoli che era un famoso monastero dedicato ai santi medici Cosma e Damiano - da cui il nome.
Durante il pontificato di papa Niccolò I (858-867), alla chiesa furono aggiunti una sagrestia, l'oratorio successivamente detto di San Niccolò de Schola Graeca e la residenza diaconale. Durante il sacco di Roma del 1084 ad opera delle truppe normanne di Roberto il Guiscardo, la chiesa accusò pesanti danni; fu papa Gelasio II (che in precedenza era stato cardinale diacono di Santa Maria in Cosmedin) ad ordinare che nel 1118 fossero effettuati i lavori di ripristino.

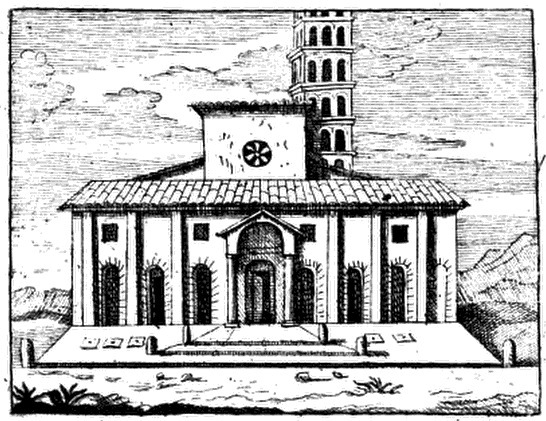
La facciata dopo i restauri del cardinale Francesco Caetani (tra il 1295 e il 1304).

Importanti modifiche furono attuate nei primi anni del pontificato di papa Callisto II da parte del suo camerlengo Alfano, che successivamente avrebbe trovato sepoltura nella chiesa stessa: vennero edificati dai Cosmati il nartece e la torre campanaria, fu demolito il matroneo e l'interno venne adornato con un ciclo di affreschi con tematiche vetero e neotestamentarie. Il 6 maggio dello stesso anno venne dedicato dal papa l'altare maggiore. Nell'ambito degli stessi lavori venne probabilmente realizzata la schola cantorum (forse su imitazione di quella della basilica di San Clemente al Laterano, risalente al 1118) con pergula, completata tra il XIII e il XIV secolo con la realizzazione del candelabro del cero pasquale; venne innalzato anche un ciborio, a pianta rettangolare, forse analogo a quello di San Lorenzo fuori le mura o più probabilmente a quello di San Clemente.
Nel 1249 Deodato di Cosma realizzò il ciborio gotico. Tra il 1295 e il 1304 l'intero complesso fu oggetto di un intervento di restauro per volere del cardinale diacono Francesco Caetani; egli, tra le altre cose, diede alla parte superiore della facciata una forma “sgusciata” (analogamente ai prospetti delle basiliche romane di Santa Maria in Aracoeli, Santa Maria in Trastevere e San Lorenzo fuori le mura, con coronamento piano inarcato verso l'esterno) e vi aprì al centro un rosone, al di sopra del quale pose il proprio stemma, senza però adornare la parete con mosaici.
Nel 1435 la basilica venne affidata dal papa Eugenio IV ai monaci benedettini dell'abbazia di San Paolo fuori le mura, appartenenti alla Congregazione cassinense, il quale soppresse il titolo cardinalizio per evitare conflitti tra il cardinale diacono e i monaci; la diaconia venne ripristinata nel 1513 da Leone X che chiuse il monastero ed elevò la chiesa a collegiata, con un proprio capitolo. Con Papa Pio V divenne sede parrocchiale. Nel 1535 il cardinale diacono Guido Ascanio Sforza di Santa Fiora fece dipingere la facciata della chiesa, al centro della quale si apriva un rosone circolare.

### I restauri barocchi
Tra il XVII e il XVIII secolo la chiesa fu oggetto di una serie di restauri in forme barocche, senza tuttavia che la struttura romanica subisse modifiche. Il primo venne effettuato nel 1671 grazie ai finanziamenti del cardinale diacono Leopoldo de' Medici; l'anno successivo il Capitolo Vaticano incoronò l'antica immagine della Madonna col Bambino venerata nella basilica e allora collocata al centro dell'abside, considerata miracolosa. Oggetto di particolare devozione anche da parte di diversi pontefici come Pio IX, venne incoronata nuovamente il 10 giugno 1920. Nel 1684 vennero costruite delle volte a botte a copertura interna delle tre navate per volere del canonico Ciatti il quale, tra le altre cose, si occupò anche di adornare l'altare dell'absidiola di destra con un tabernacolo ligneo attribuito a Michelangelo Buonarroti (andato perduto).

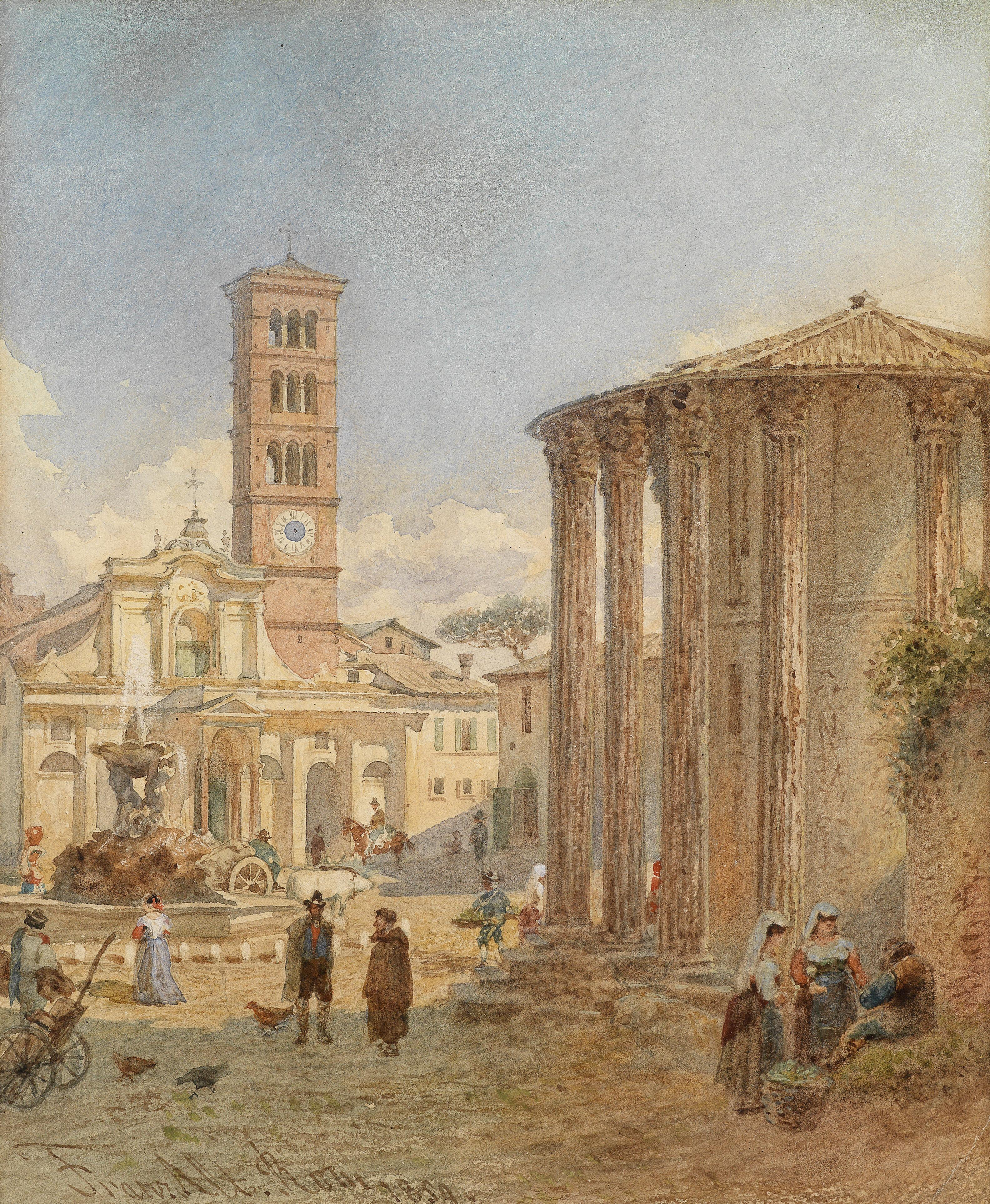
Ettore Roesler Franz, Rom, Forum Boarium (1859). Si notino la facciata rococò della basilica, opera di Giuseppe Sardi (1718), e il coevo orologio del campanile.

Nel 1716 fu restaurato il pavimento; l'anno successivo, dopo aver ottenuto nel 1715 l'autorizzazione da parte del capitolo di aprire la cripta (chiusa da due secoli), il canonico Giovanni Mario Crescimbeni fece ristrutturare l'ambiente al fine di custodirvi le numerose reliquie della basilica, facendo costruire una seconda scala d'accesso speculare a quella già esistente ed aprendo nel soffitto una grata; nell'abside venne edificato un altare barocco, sul quale venne posta una tavola con dipinta la Natività di Gesù che in precedenza sarebbe appartenuta a santa Maria Maddalena de' Pazzi. Nello stesso anno furono restaurate anche le colonne della chiesa uniformando mediante applicazioni in stucco i capitelli, fra loro differenti. In quel medesimo periodo l'abside venne rivestita con un paramento in stucco, e al centro realizzata un'edicola per accogliere la Madonna, con trabeazione sorretta da lesene ioniche; ai lati furono aperte due credenze a forma di finestre rettangolari, chiuse con vetri, atte alla custodia e all'esposizione delle reliquie.
Nel 1718 il cardinale Annibale Albani commissionò a Giuseppe Sardi la realizzazione di una facciata in stile rococò riutilizzando la struttura preesistente; i lavori iniziarono il 5 maggio dello stesso anno e, condotti con estrema celerità, terminarono dopo poco più di un mese, il 26 giugno. Il nuovo prospetto vedeva ripristinate le due arcate laterali mediane del nartece e l'apertura di un unico grande finestrone ad arco al centro della parete superiore, nonché la realizzazione di una ricca decorazione in stucco. Sulla facciata occidentale del campanile venne installato un orologio con quadrante dipinto. Nel 1762 i tre vani posti al di sopra del nartece e suddivisi da sottili tramezzi, furono riadattati a cantoria e vi trovò luogo, a partire dal 1830, un organo a canne donato dal cardinale diacono Antonio Maria Frosini. Nel coro d'inverno vi era un secondo strumento di modeste dimensioni, ed entrambi furono oggetto di restauro da parte dell'organaro Francesco Pasquetti nel 1844 e nel 1854.

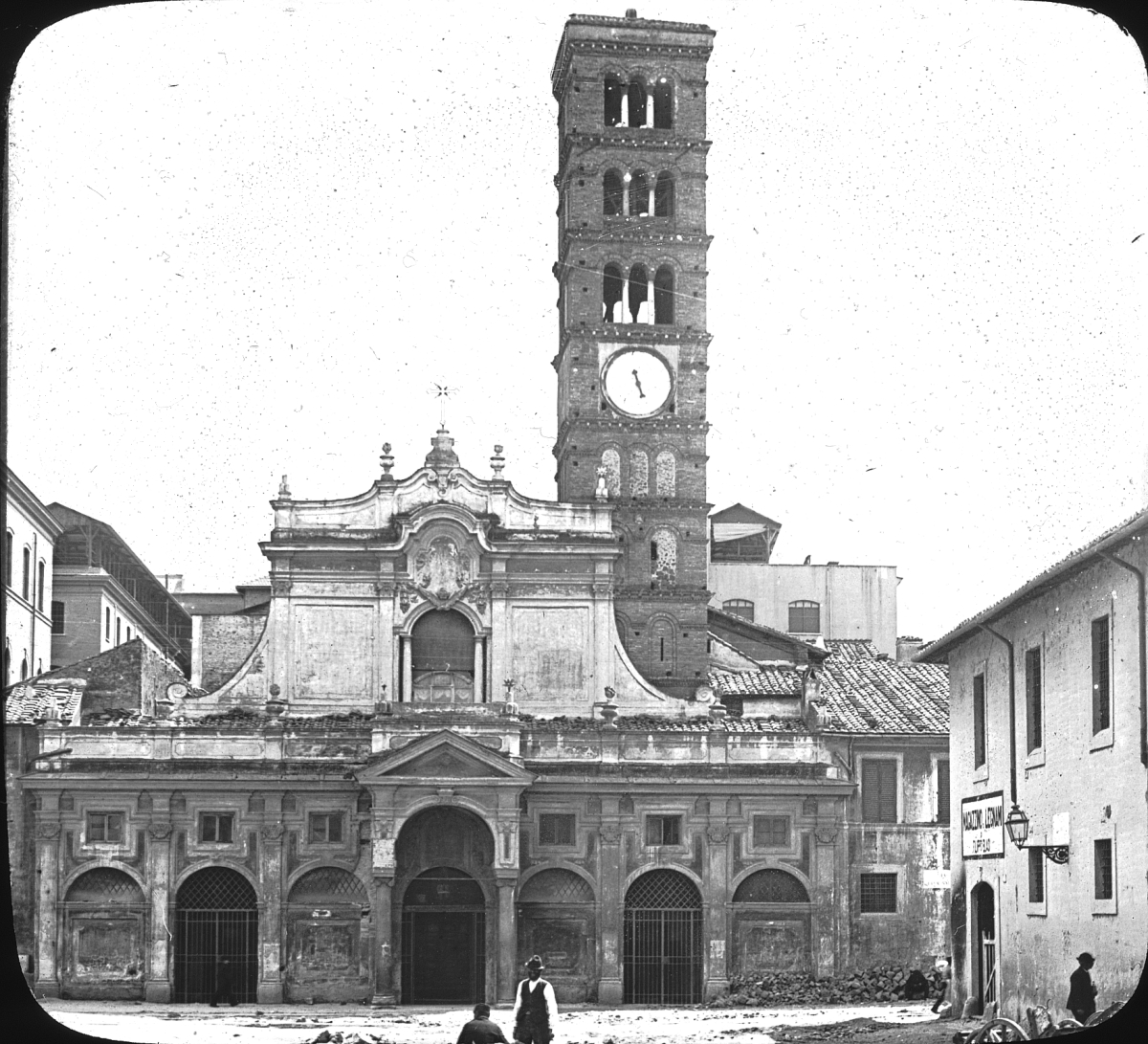
Aspetto esterno della basilica prima del restauro (seconda metà XIX secolo).

Ulteriori interventi furono condotti per tutto il XIX secolo finalizzati prevalentemente all'adeguamento dell'aspetto dell'edificio al gusto estetico dell'epoca e ad aumentarne la luminosità, drasticamente ridotta dall'addossamento di nuovi edifici alle navate minori e alla chiusura di diciotto delle ventiquattro monofore che davano luce alla navata centrale per consentire la realizzazione della volta a botte seicentesca. Subì pesanti modifiche anche la pavimentazione cosmatesca, con l'accorciamento dell'area della schola cantorum, già privata delle transenne di recinzione; tra il 1829 e il 1831 le pareti della navata maggiore vennero ricoperte con pitture in stile impero.

### Restauro del 1896-1899

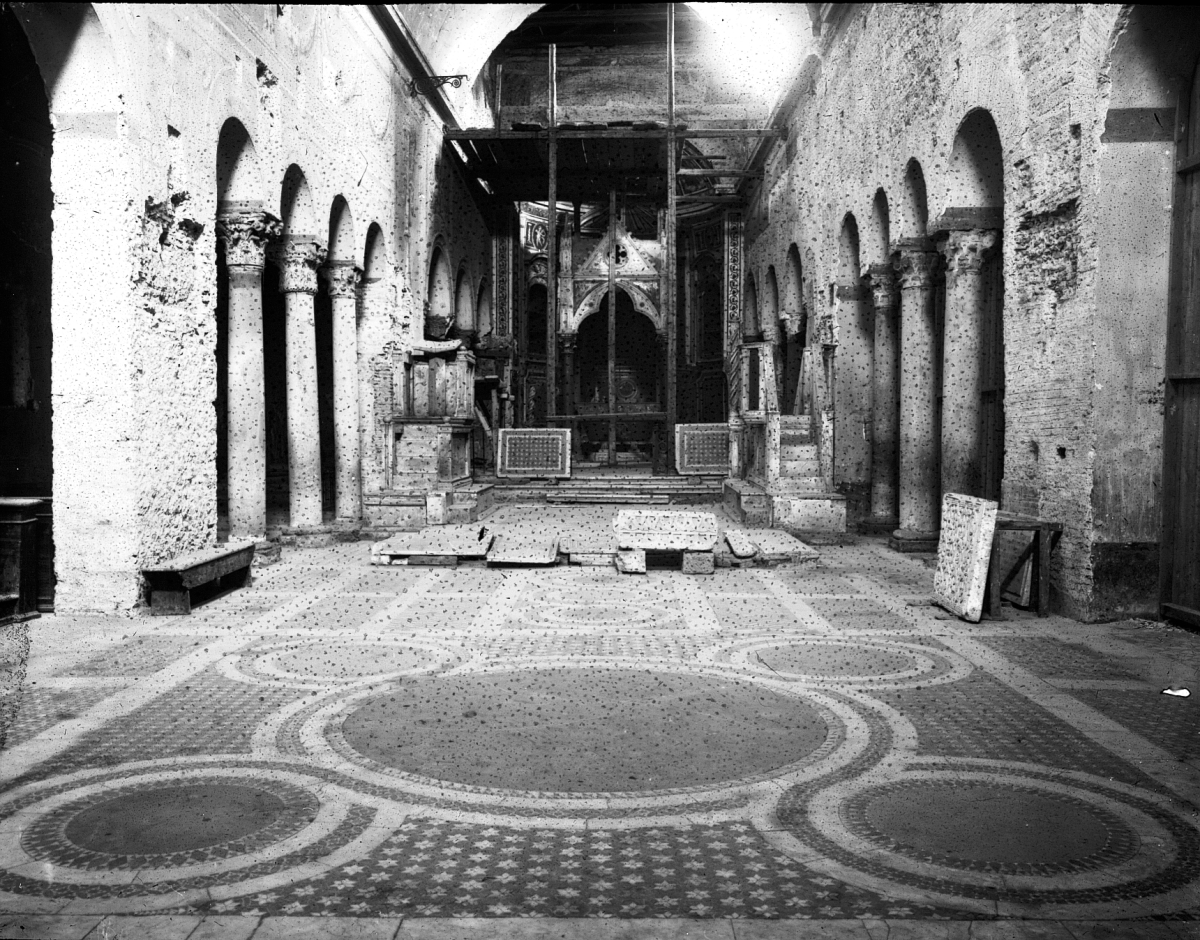
L'interno durante i restauri del 1896-1899: sono state in parte rimosse le pitture murali in stile impero e la volta a botte della navata, mentre l'abside conserva le decorazioni barocche e non sono state ancora ricostruite la pergula e le transenne della schola cantorum.

Il restauro del 1896-1899 fu frutto del nuovo interesse di stampo romantico per l'arte medievale: venne condotto per conto del Ministero della pubblica istruzione da una commissione nominata dall'Associazione artistica fra i cultori dell'architettura alla direzione della quale venne posto l'architetto Giovanni Battista Giovenale (che di fatto condusse personalmente i lavori) e fu finalizzato a riportare la basilica allo stato del XII secolo, in quanto raro esempio di architettura sacra di tale periodo nella città di Roma, eliminando tutte le superfetazioni successive, in particolare quelle barocche.
Il progetto venne presentato all'Esposizione di architettura di Torino del 1893, dove venne premiato per il grande rigore filologico divenendo paradigmatico per analoghi interventi successivi; l'architetto tuttavia venne successivamente accusato di aver utilizzato fondi destinati ad altri monumenti e di aver inopportunamente reimpiegato elementi marmorei di epoca romana provenienti dal Foro Romano e dal Colosseo. I lavori, fortemente voluti dal cardinale Gaetano de Ruggiero, iniziarono nel 1896 e terminarono nel 1899; il 29 ottobre di quello stesso anno il cardinale vicario Lucido Maria Parocchi ridedicò la chiesa e l'altare maggiore.
Esternamente venne demolita la facciata in stile rococò di Giuseppe Sardi con il ripristino del paramento murario in mattoncini, l'apertura di tutte e sette le arcate del nartece e la ricostruzione della parte superiore del prospetto. Del campanile venne progettata la riapertura di tutti i fornici, attuata con il necessario rinforzo delle strutture e la rimozione dell'orologio in un secondo momento.
All'interno furono demoliti la balconata lignea della cantoria e l'organo a canne, e la volta a botte ad incannucciata venne sostituita con un controsoffitto ligneo piano dipinto con stelle (poi rimosso), così da consentire l'apertura di tutte le monofore e la visione degli affreschi del XII secolo. Vennero altresì rimosse le pitture in stile impero delle pareti e le stuccature delle absidi. La schola cantorum riacquistò le sue dimensioni originarie e venne delimitata con nuove transenne realizzate nel 1897 da Paolo Bottoni. Venne anche ricostruita la pergula (opera di Ettore e Giacomo Poscetti) quasi esclusivamente con materiali moderni ad eccezione di quattro plutei antichi realizzati nel corso del restauro di Alfano, con decorazioni musive analoghe a quelli della concattedrale di Ferentino (firmati dall'Opifex magnus nomine Paulus e risalenti al pontificato di Pasquale II), estesa anche alle navate laterali come in origine. Anche la cripta venne spogliata delle superfetazioni barocche. Le absidi vennero decorate, nel 1899, con affreschi in stile neomedioevale di Cesare Caroselli e Alessandro Palombi desumendo lo stile da quelli del XII secolo della navata centrale. Fu restaurato anche il pavimento ad opera di Eugenio Mattia.
Tra il 1961 e il 1962 sono stati restaurati il campanile e il tetto della navata centrale.

## Descrizione

### Esterno

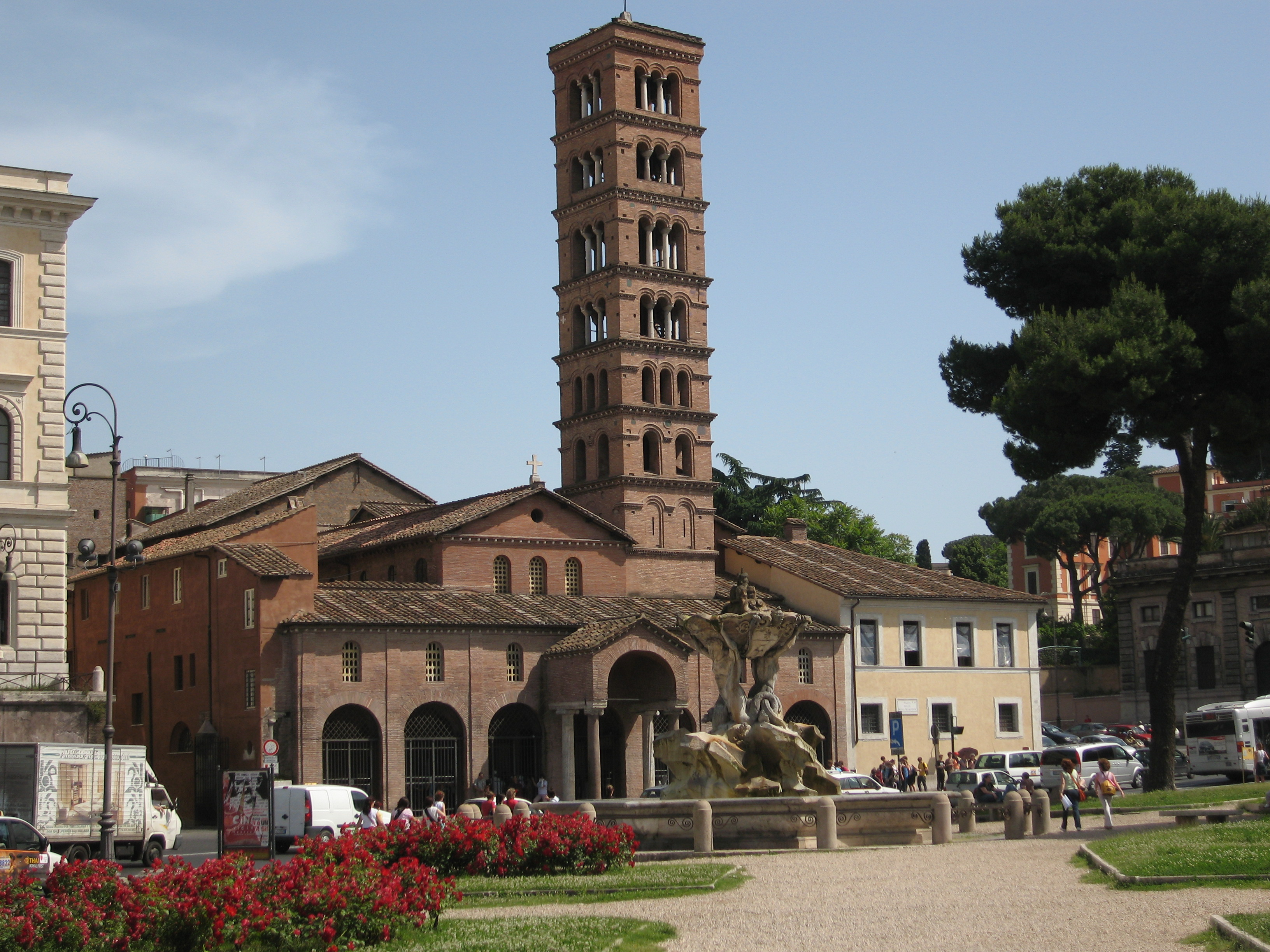
La facciata e il campanile.

La facciata della chiesa è rivolta a ovest e dà su piazza della Bocca della Verità; è a salienti, richiamando la struttura interna a tre navate.
L'ingresso è preceduto dal nartece, opera dei Cosmati, caratterizzato all'utilizzo degli archi a tutto sesto (ciascuno dei quali sormontato da una monofora) poggianti su pilastri cruciformi in luogo dell'architrave continuo poggiante su colonne. L'arcata centrale è sottolineata da un protiro sorretto da due colonne in granito (elemento comune nel panorama dell'architettura sacra della Roma medioevale, riscontrabile anche al di sopra degli ingressi principali della basilica di San Clemente al Laterano, di quella di Santa Prassede e della chiesa di San Cosimato).
Sotto il nartece, a ridosso della testata settentrionale, vi è la Bocca della Verità, mascherone romano in marmo pavonazzetto ivi collocato nel 1623. Nella facciata della chiesa sono murate alcune iscrizioni, una relativa alla ricostruzione della chiesa sotto Adriano I, un'altra del X secolo con l'elenco dei doni fatti da Teubaldo al martire Valentino e un'ulteriore, dell'VIII secolo, recante la donazione fatta da Eustazio e Giorgio alla diaconia di Santa Maria in Cosmedin, posta alla sinistra del portale mediano. Tra quest'ultimo e il portale di destra trova luogo il monumento funerario di Alfano, sormontato da un timpano marmoreo con iscrizione sull'architrave poggiante su due colonnine, il quale incornicia una nicchia con i resti di un affresco raffigurante la Madonna della Clemenza tra due pontefici. Il portale maggiore presenta una cornice marmorea opera di Giovanni da Venezia (XI secolo), riccamente decorata con rilievi derivati dall'arte romana. Alla sinistra di questo, simmetricamente alla sepoltura di Alfano, vi era un secondo arcosolio con un affresco appena leggibile raffigurante l'Annunciazione (a sinistra) e la Natività di Gesù (a destra).
Nella parte superiore del prospetto, frutto dei restauri della fine del XIX secolo e corrispondente alla navata centrale, si aprono tre monofore affiancate e, nel timpano triangolare di coronamento con cornicione sorretto da piccole mensole marmoree, un oculo circolare.
Alla destra della navata centrale si eleva la torre campanaria, edificata nel XII secolo; essa è divisa da cornicioni con mensole marmoree in sette ordini, dei quali i quattro superiori si aprono verso l'esterno su ogni lato con una trifora poggiante su colonnine. Fra le campane ospitate al suo interno, la più antica risale al 1283 ed è di manifattura pisana. Alla sua sommità, il campanile raggiunge i 34,20 metri di altezza.

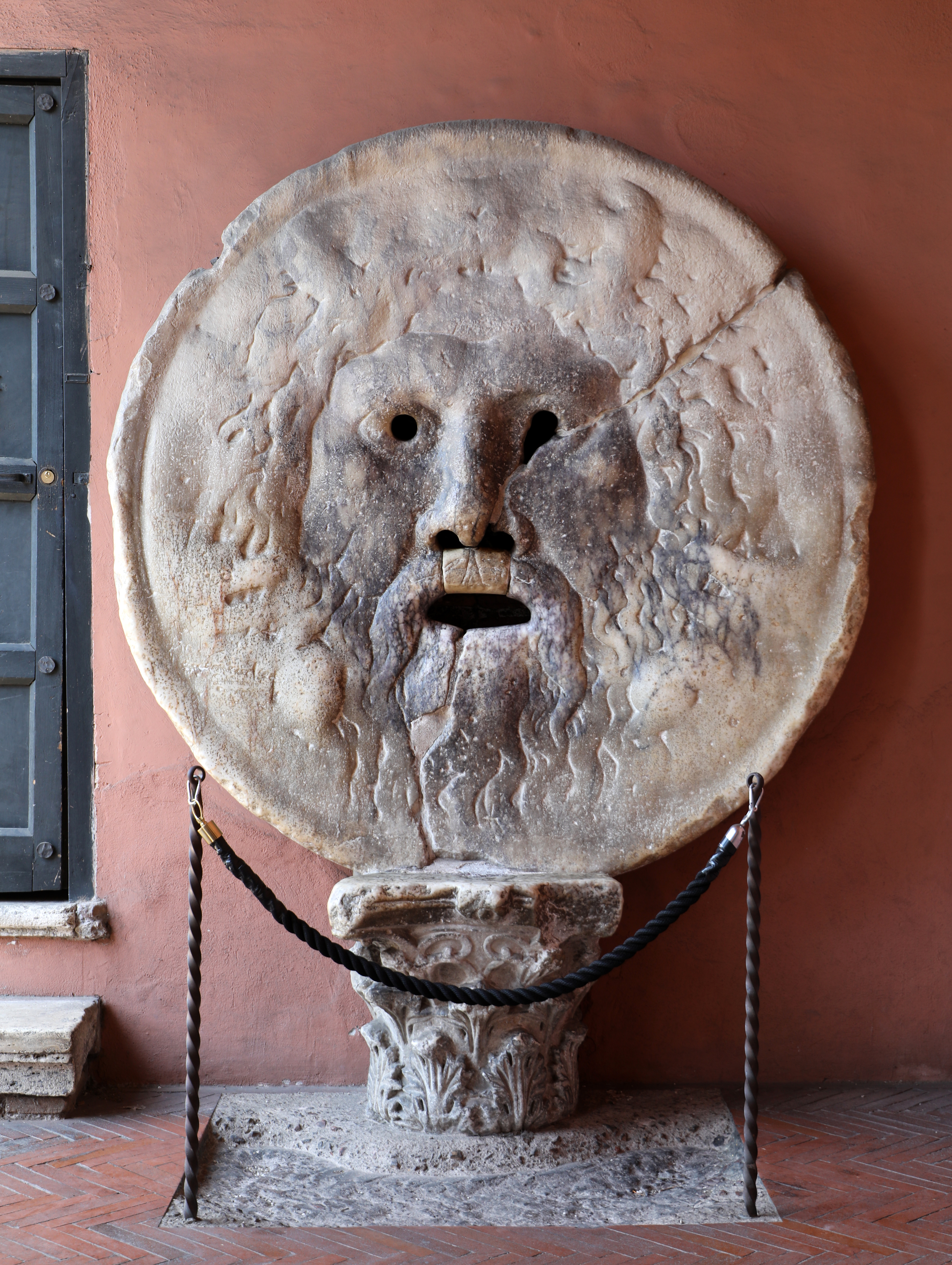
La Bocca della Verità
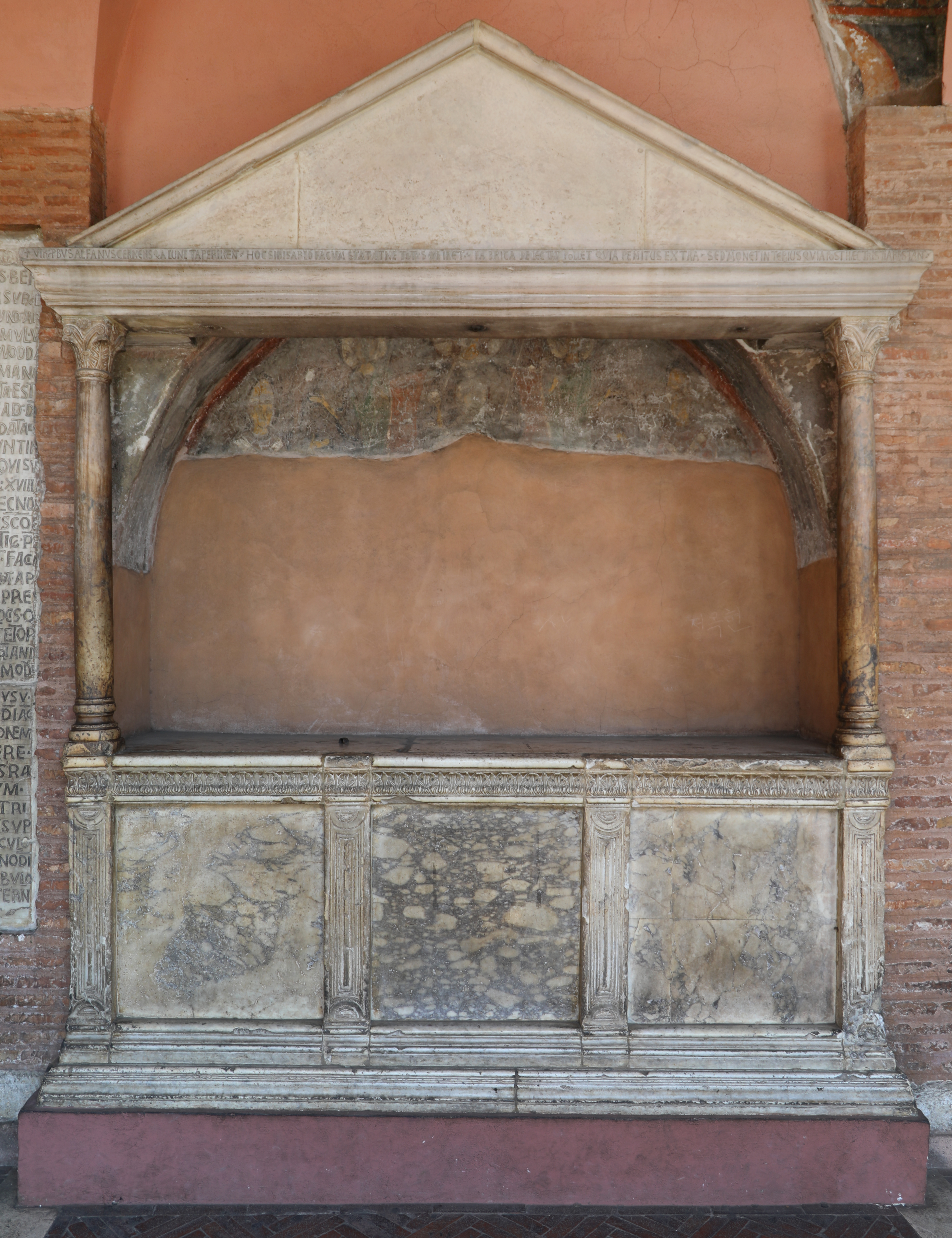
Monumento funebre di Alfano
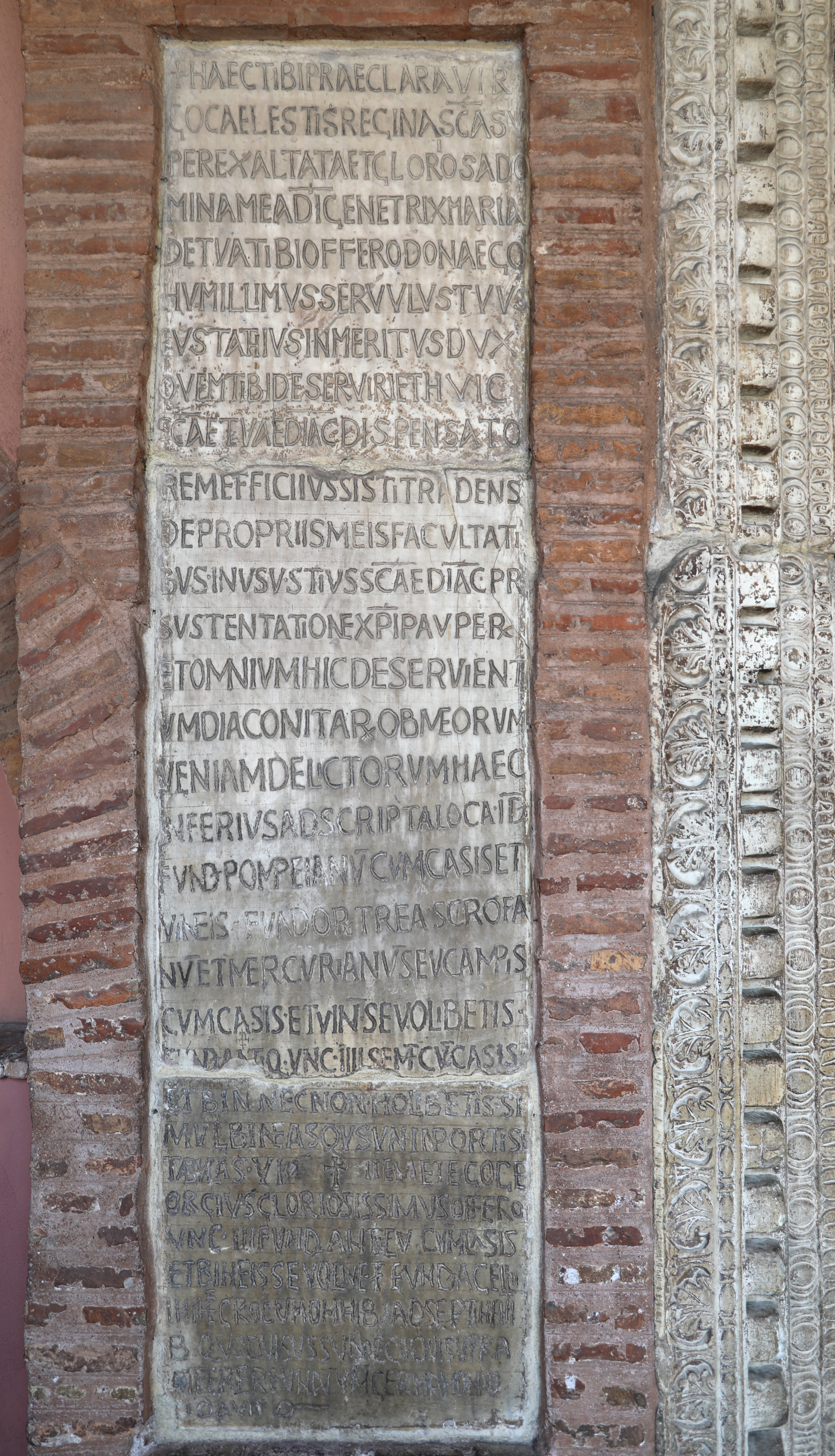
Iscrizioni del VII e del X secolo
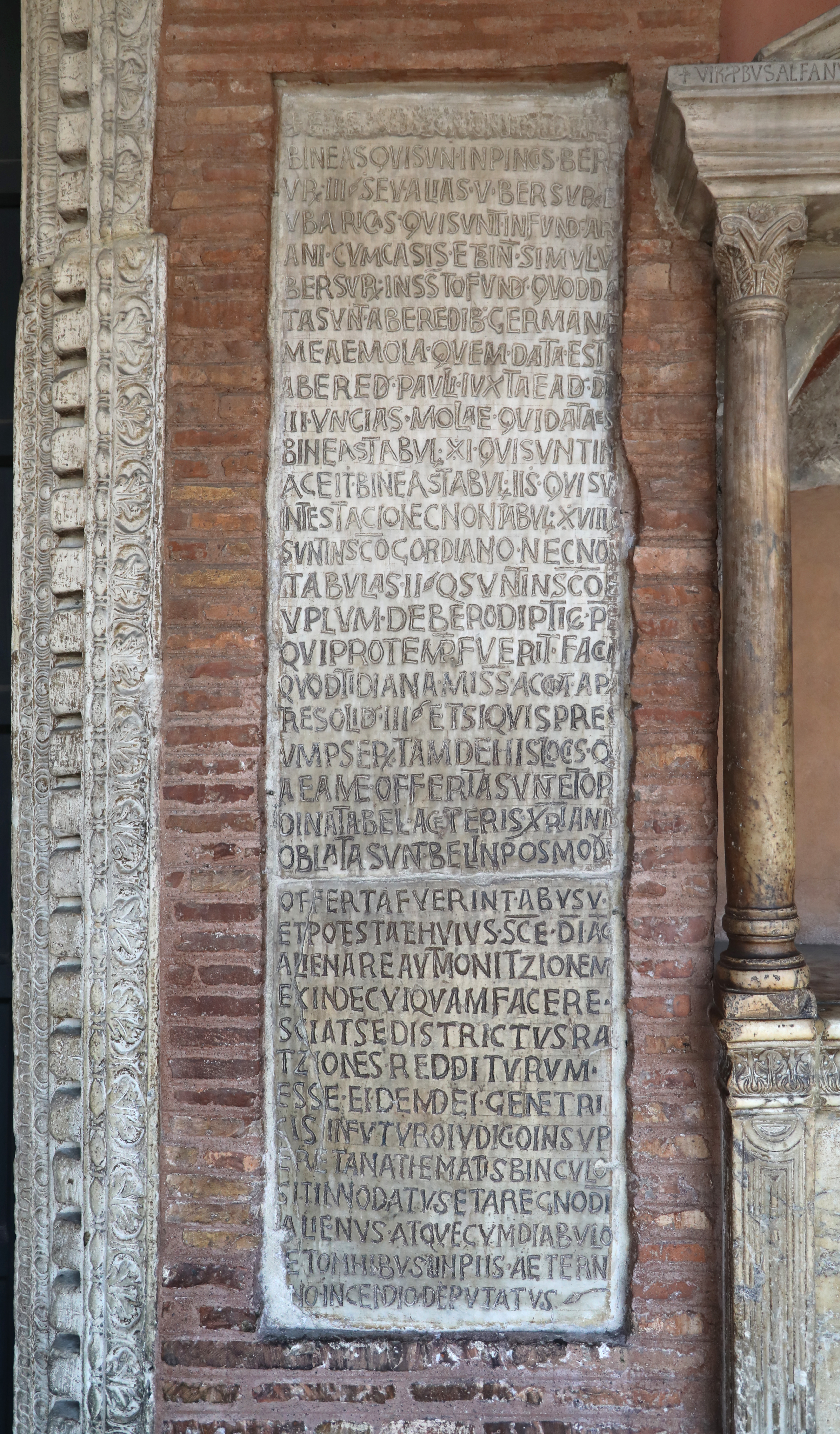
Iscrizione di papa Adriano I
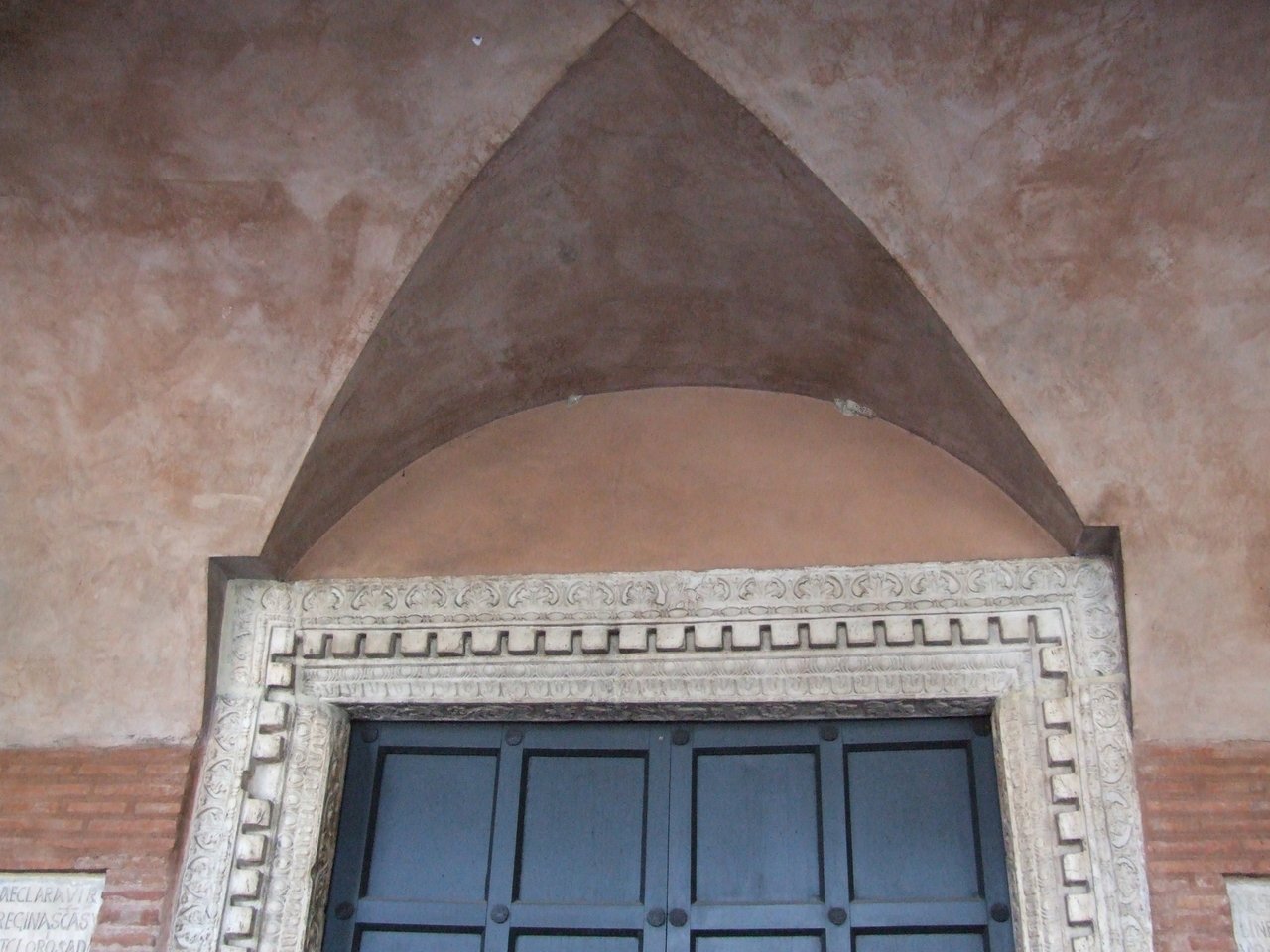
Particolare del portale centrale
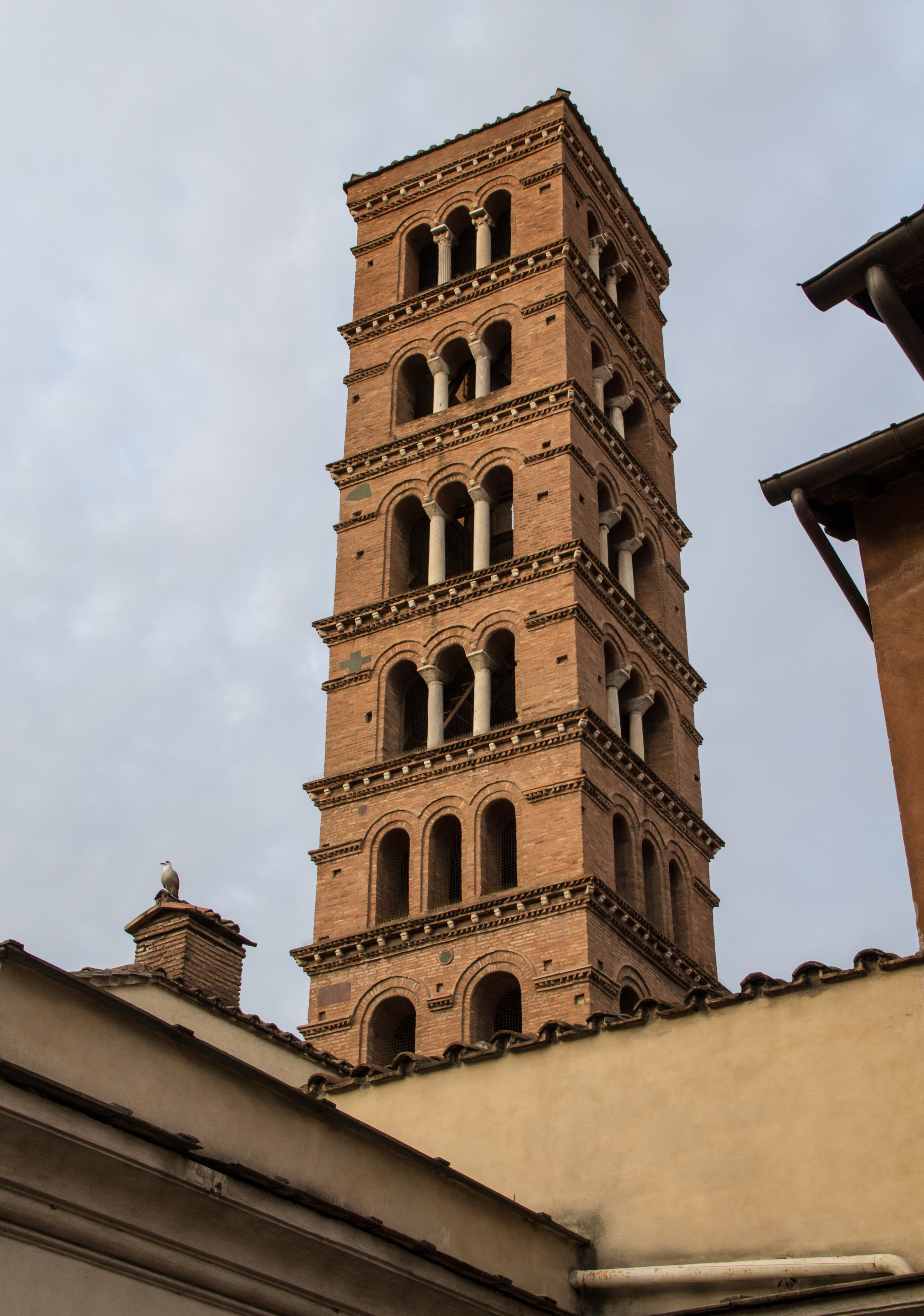
Il campanile

### Interno

#### Navate

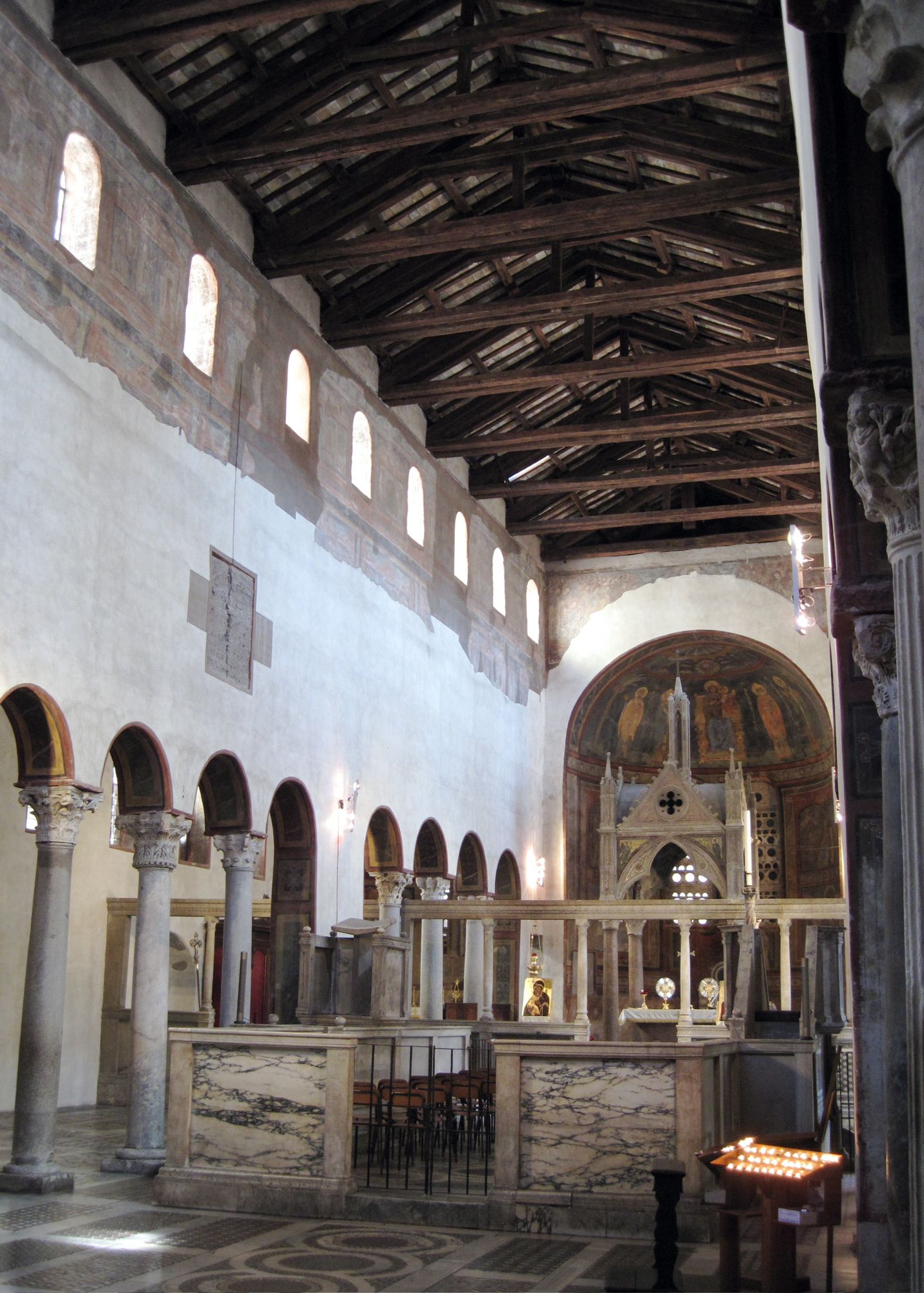
L'interno.

L'interno della basilica è a tre navate, ciascuna delle quali termina con un'abside semicircolare, senza transetto; il soffitto è a capriate lignee. Le navate sono separate da tre gruppi di quattro archi a tutto sesto intervallate da pilastri quadrangolari e poggianti su colonne marmoree di spoglio, con capitelli corinzi, in totale diciotto dei quali undici di epoca romana e i restanti frutto dei restauri di papa Gelasio II. La parete di controfacciata della navata maggiore è caratterizzata da tre arcate, delle quali le due laterali tamponate e quella centrale che, al di sopra del portale, si apre sulla cantoria soprastante il nartece, ed ospita un sarcofago del III-IV secolo, rinvenuto alla base del campanile nel 1964. Le arcate, come le colonne che le sorreggono, facevano parte dell'aula porticata del IV secolo a.C. all'interno della quale è sorta la basilica cristiana; altri archi sono inseriti nella controfacciata della navata di sinistra e nella parete perimetrale di quest'ultima. Nelle navate minori sono visibili, al di sopra degli archi di separazione con la navata maggiore, sei monofore per lato, con le quali si apriva sulla chiesa il matroneo di Adriano I, demolito sotto Callisto II. Il pavimento, in gran parte risalente alla ricostruzione del XII secolo, presenta una ricca decorazione in opus sectile realizzata in marmi policromi con inserti musivi; la pavimentazione della schola cantorum e del presbiterio presenta elementi dell'VIII secolo.

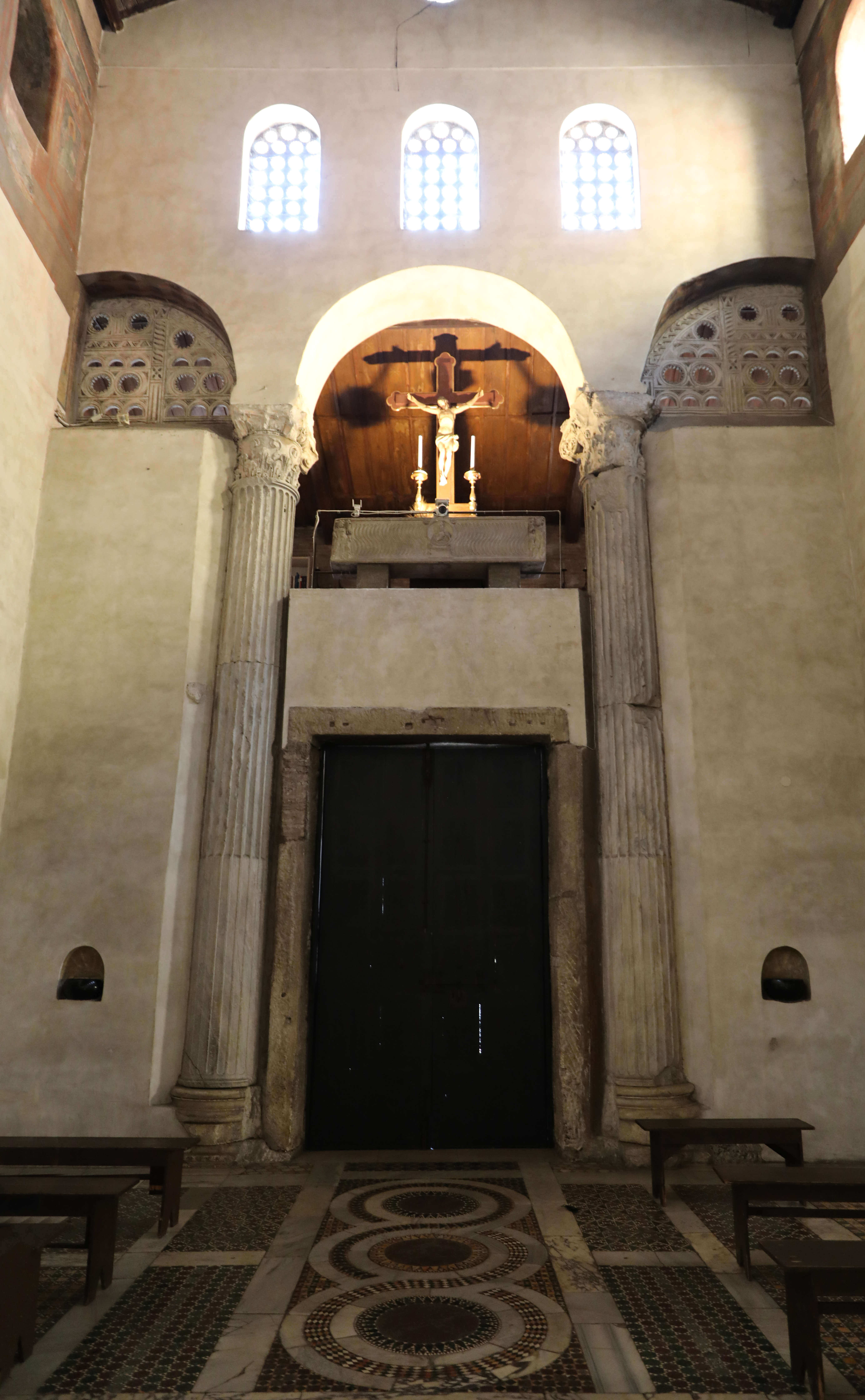
Controfacciata
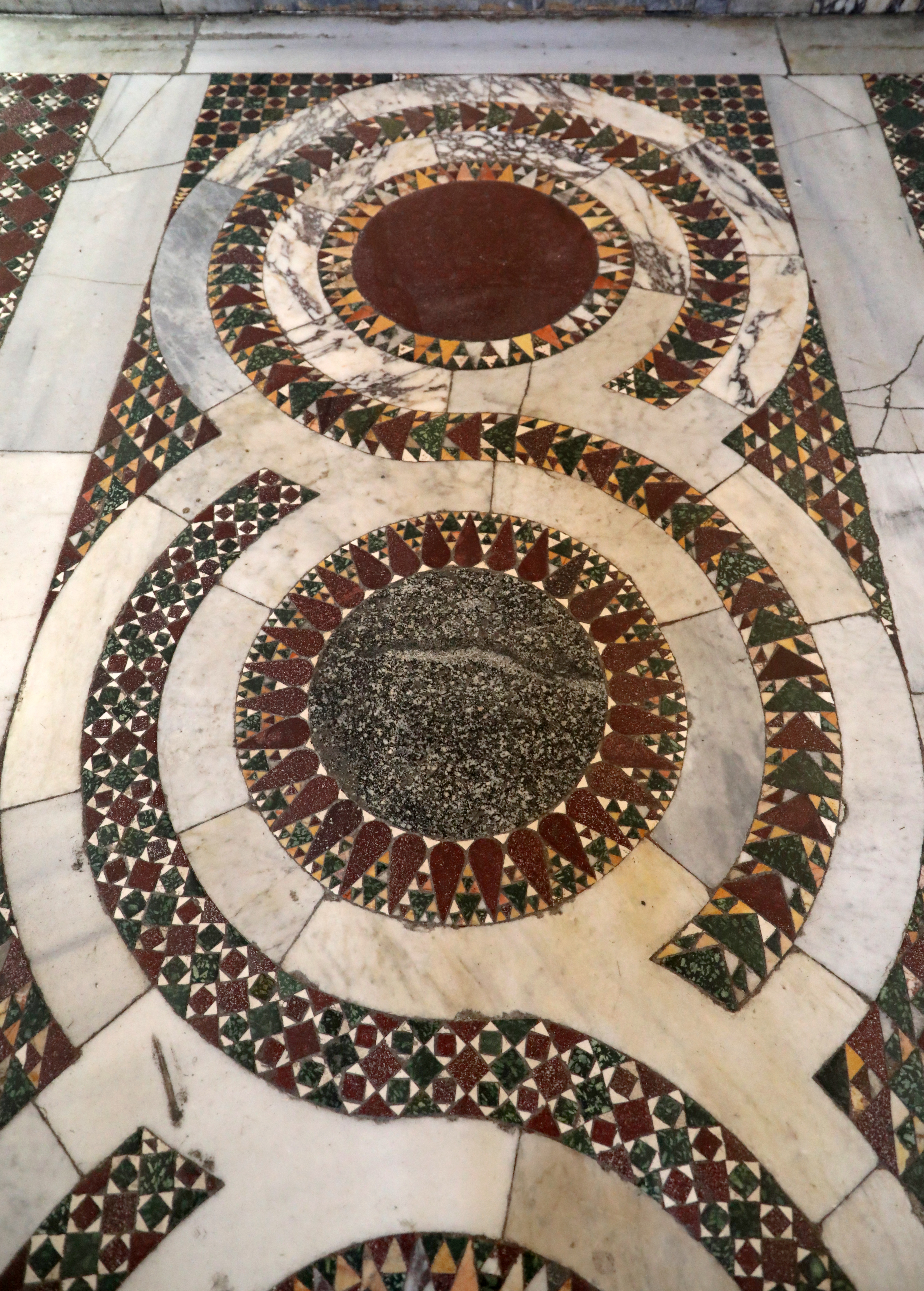
Particolare del pavimento
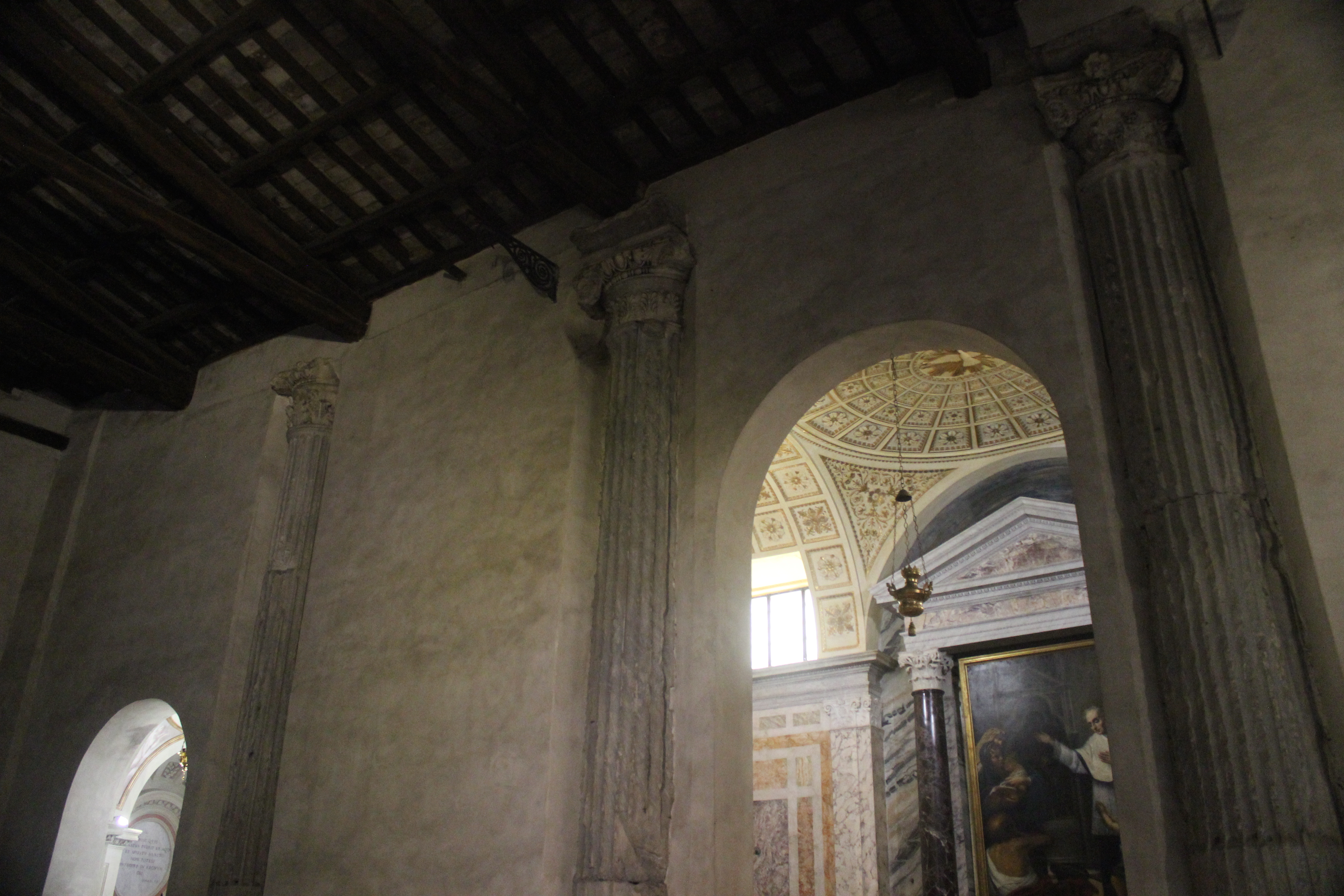
Colonne romane nella navata di sinistra

##### Affreschi della navata centrale
Nella parte superiore delle pareti della navata centrale sono visibili i resti del ciclo pittorico a fresco realizzato nel 1123 e caratterizzato da uno stile fortemente classicista, con il recupero dell'inserimento delle varie scene all'interno di riquadrature e architetture. La narrazione si sviluppava su due ordini, dei quali è in parte conservato solo quello superiore, all'altezza delle finestre, su tema veterotestamentario: la parete di destra presenta cinque degli originari dodici episodi tratti dal Libro di Daniele, quella di sinistra scene dal Libro di Ezechiele (già erroneamente interpretate come eventi salienti della vita di Carlo Magno). Della prima tematica sono state identificate le seguenti scene (la numerazione delle finestre è a partire dall'abside): il Sogno della statua (Dn 2,31-45, tra la quarta e la quinta finestra), l'Esaltazione di Daniele (Dn 2,46-49, tra la quinta e la sesta), la Strage dei saggi di Babilonia (Dn 2,12-13.24, tra la sesta e la settima), l'Adorazione della statua di Nabucodonosor (Dn 3,1-7, tra la settima e l'ottava), la Fornace ardente (Dn 3,20-93, tra l'ottava e la nona) e le Minacce di Nabucodonosor (Dn 3,6-18, tra la decima e l'undicesima), nonché la figura stante del profeta, la cui parte inferiore non è più visibile, raffigurato come un giovane imberbe con in mano un libro aperto ed indosso una toga bianca.

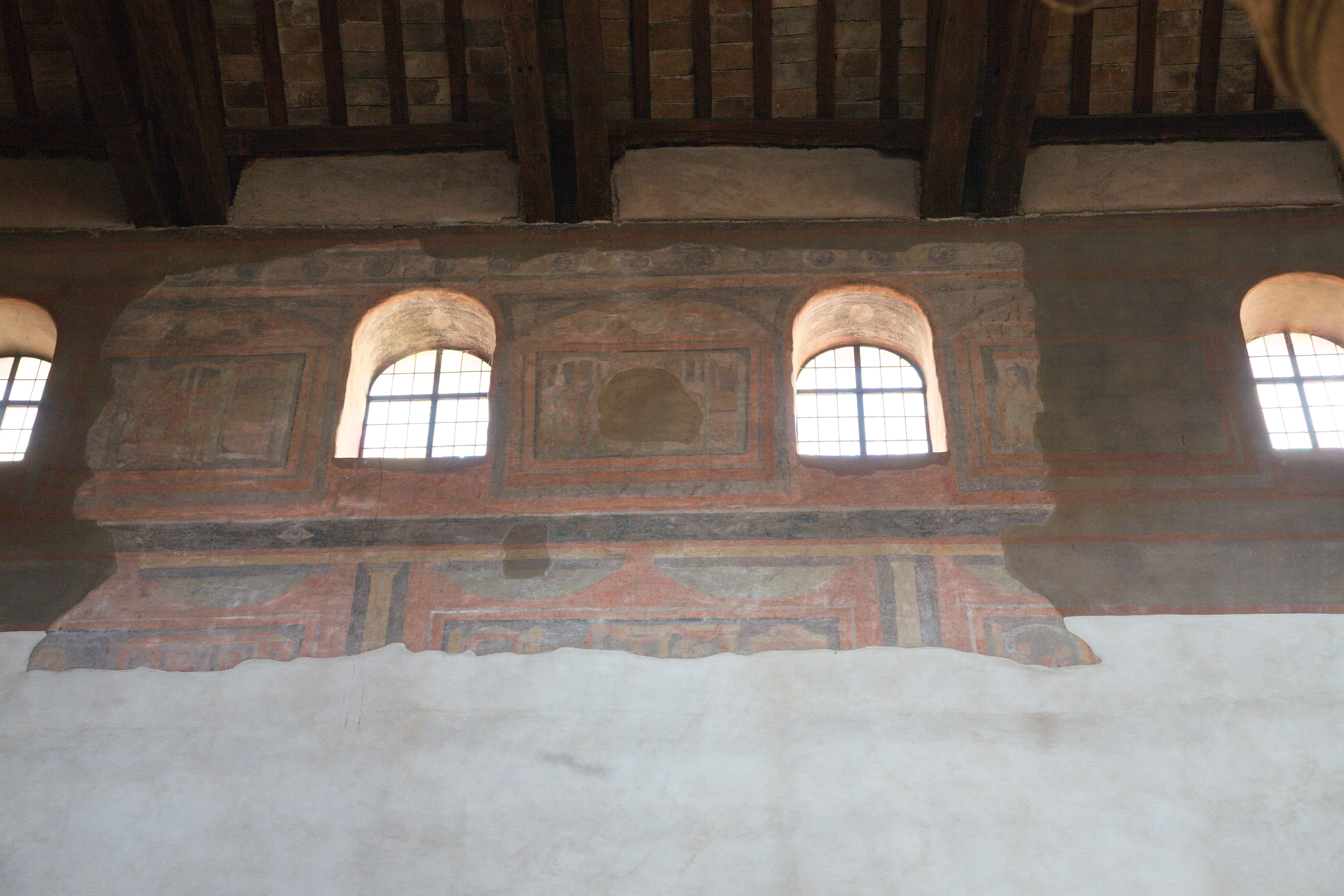
Affreschi della parete di sinistra, inerenti al profeta Ezechiele.

Della tematica legata al profeta Ezechiele vi sono soltanto tre scene chiaramente riconducibili alla narrazione biblica: Ezechiele che si rade la barba e la pesa (Ez 5, tra la settima e l'ottava finestra), Ezechiele che riceve il libro (Ez 2, il profeta è caratterizzato dallo stare genuflesso e curvo, a differenza della postura eretta che gli viene ordinata da Dio nella Bibbia); Dio in trono scortato da cherubini (Ez 1, tra l'undicesima e la dodicesima finestra, con la figura in trono che sembrerebbe il Figlio piuttosto che il Padre). Secondo l'errata lettura del ciclo come relativo ad episodi della vita di Carlo Magno, sarebbero state individuate le seguenti scene: l'Incoronazione di Carlo Magno (tra la prima e la seconda finestra), il Massacro di Verden (tra la seconda e la terza), Carlo Magno che riceve gli ambasciatori di papa Adriano I (tra la terza e la quarta), la Vocazione di Carlo Magno (tra la quarta e la quinta), le Mura di Pamplona (tra la quinta e la sesta), la Distruzione dell'idolo di Maometto (tra la sesta e la settima, episodio presente nello Pseudo-Turpino), le Virtù di Carlo Magno (tra la settima e l'ottava), Carlo Magno riceve i doni di Hārūn al-Rashīd (tra l'ottava e la nona), la Disfatta dei Longobardi (tra la nona e la decima, il cui soggetto è soltanto ipotizzato in quanto l'affresco è andato completamente perduto), la Morte di Carlo Magno (tra la nona e la decima), il Giudizio finale di Carlo Magno (tra l'undicesima e la dodicesima) e, probabilmente, l'autoritratto del pittore.
Nella fascia inferiore, andata perduta nella sua quasi totalità, erano raffigurati episodi evangelici, dei quali sono riconoscibili i seguenti: sulla parete di sinistra il Matrimonio di Maria e Giuseppe (sotto la dodicesima finestra), il Censimento di Quirinio (Lc 2,1-2, tra la decima e l'undicesima finestra), i Magi a colloquio da Erode (Mt 2,1-8, tra la nona e la decima finestra), la Presentazione di Gesù al Tempio (Lc 2,22-39, tra l'ottava e la nona finestra) e la Visitazione (Lc 2,39-56, tra la settima e l'ottava finestra); sulla parete di destra la Guarigione del lebbroso (Mt 8,1-4, Mc 1,40-45, Lc 5,12-16, tra la decima e l'undicesima finestra), la Guarigione del paralitico (Gv 5,1-18, sotto la nona finestra) e l'Ingresso a Gerusalemme (Mt 21,1-11, Mc 11,1-10, Lc 19,29-44, Gv 12,12-15, tra la settima e l'ottava finestra).
È ancora in parte visibile l'affresco soprastante l'arco absidale, con la centro Cristo benedicente all'interno di un medaglione (andato quasi totalmente perduto) e ai lati le Schiere angeliche.

#### Cappelle laterali
Lungo le navate minori si aprono alcune cappelle laterali. L'unica che si apre sul lato destro è il coro d'inverno, separata dalla basilica tramite un vestibolo; essa venne edificata nel 1686 su progetto di Tommaso Mattei per le celebrazioni del capitolo. Nella parete di fondo della cappella si apre un'abside quadrangolare all'interno della quale si trova l'altare, sormontato da un dipinto della Madonna col Bambino, già nell'abside e due volte coronato (nel 1672 e nel 1920) essendo considerato miracoloso. La tavola risale al XV secolo ed in passato è stata erroneamente identificata con quella che secondo la tradizione sarebbe stata portata in salvo dalle distruzioni iconoclaste dai monaci greci, nell'VIII secolo; è stata più volte ritoccata, anche da parte della bottega di Antoniazzo Romano, tra il XV e il XVI secolo.
La prima cappella della navata di sinistra è il battistero, edificato nel 1727; al suo interno vi è il fonte battesimale, costituito da un reperto erratico romano decorato a rilievo con tralci di vite e di edera, donato per assolvere a tale funzione da papa Benedetto XIII. Segue la cappella dedicata a san Giovanni Battista de' Rossi, che fu canonico di Santa Maria in Cosmedin e dimorò nell'annesso palazzo; opera dell'architetto Luca Carimini (1860), l'altare in stile rococò ivi contenuto è preesistente, in quanto era stato dedicato da Benedetto XIII (originariamente si trovava nella navata laterale di sinistra ed era dedicato alla Madonna delle Grazie). La terza cappella è quella del Crocifisso, progettata da Giovanni Battista Giovenale.

#### Schola cantorum, presbiterio e absidi

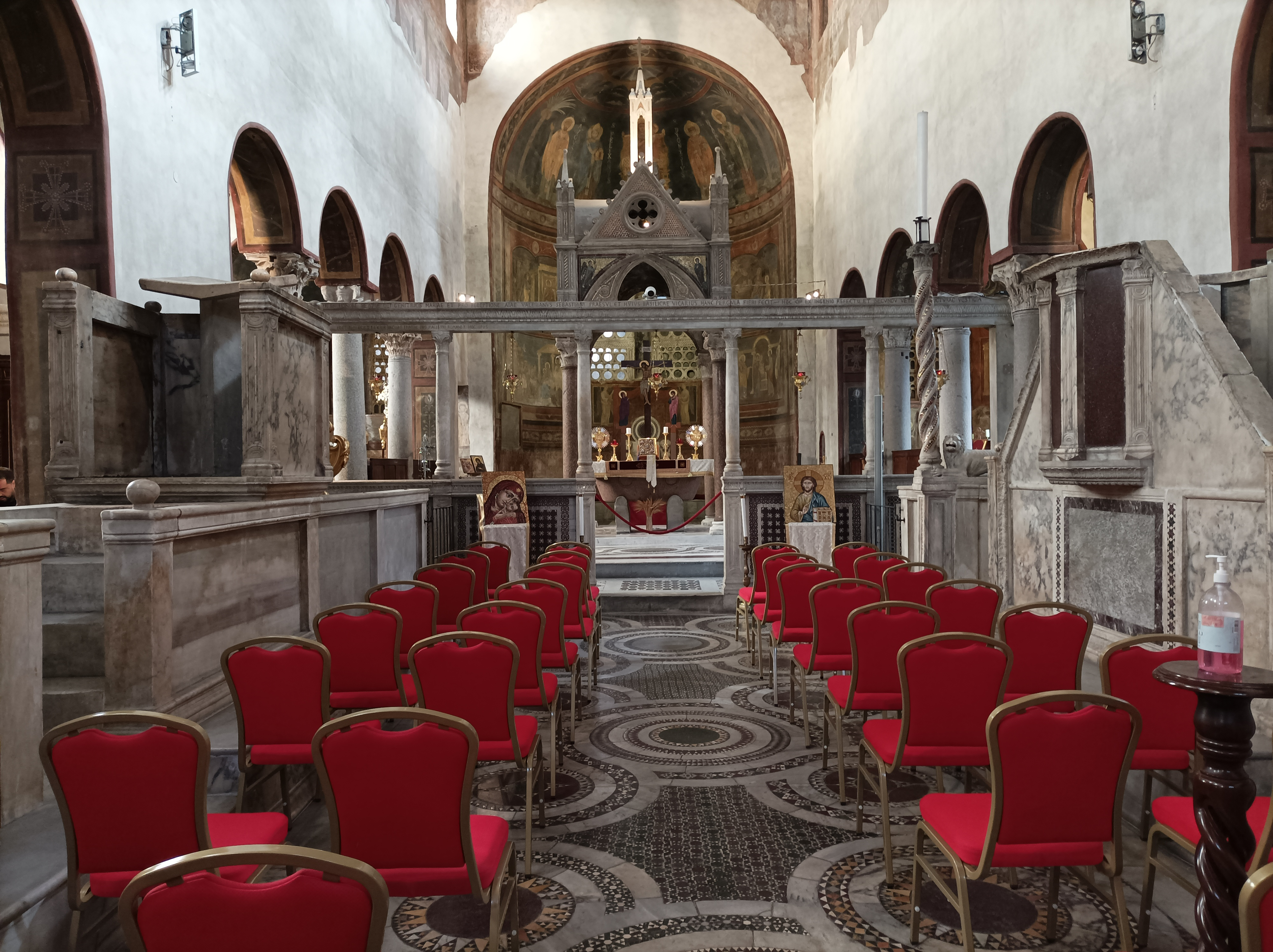
La schola cantorum e l'area presbiterale.

La schola cantorum occupa la seconda metà della navata maggiore; frutto dei restauri del XII secolo, è stata ricomposta nell'ambito di quelli del 1896-1899 integrando gli elementi andati perduti con altri nuovi in stile. Delimitata da transenne marmoree, ai suoi lati trovano luogo due amboni: a sinistra quello dell'epistola, della tipologia a giardino, in marmo pavonazzetto con basamento in marmo greco; a destra quello del Vangelo, della tipologia a loggia, prevalentemente in pavonazzetto con inserti in breccia dei Pirenei (al centro della parte anteriore) e porfido grigio (sul retro); nel complesso di quest'ultimo è inserito il candelabro del cero pasquale (del XIII-XIV secolo), alla cui base è posta la scultura di un leone accovacciato, attribuibile a Pasquale Romano che nel 1285 aveva realizzato e firmato una sfinge per la chiesa viterbese di Santa Maria a Gradi. Il presbiterio è separato dalla schola cantorum tramite la pergula marmorea, con architrave sorretto da colonnine poggianti su transenne decorate a mosaico, che prosegue anche nelle navate laterali.
L'altare maggiore è costituito da una mensa marmorea poggiante su una vasca in granito rosso; esso venne dedicato il 6 maggio 1123 da papa Callisto II che collocò al suo interno le reliquie dei santi Cirilla, Ilario e Coronato. Al di sopra di esso vi è il ciborio gotico, opera di Deodato di Cosma (1294), influenzato da quello della basilica di San Paolo fuori le mura che a sua volta fonde la tradizione cosmatesca con i nuovi influssi gotici di provenienza francese; esso è in marmo, poggiante su quattro colonne corinzie (forse appartenenti al ciborio precedente), in corrispondenza di ciascuna delle quali si eleva un pinnacolo (un quinto, più alto, è posto sulla sommità della copertura). I pennacchi della fronte anteriore sono adornati da un mosaico su fondo oro raffigurante l'Annunciazione, che richiama quelli della basilica di Santa Maria in Trastevere, di Pietro Cavallini. Al centro della parete dell'abside, al di sotto della bifora, vi è la cattedra marmorea, del XIII secolo, i cui braccioli sono ornati nella parte inferiore da due teste di leone.

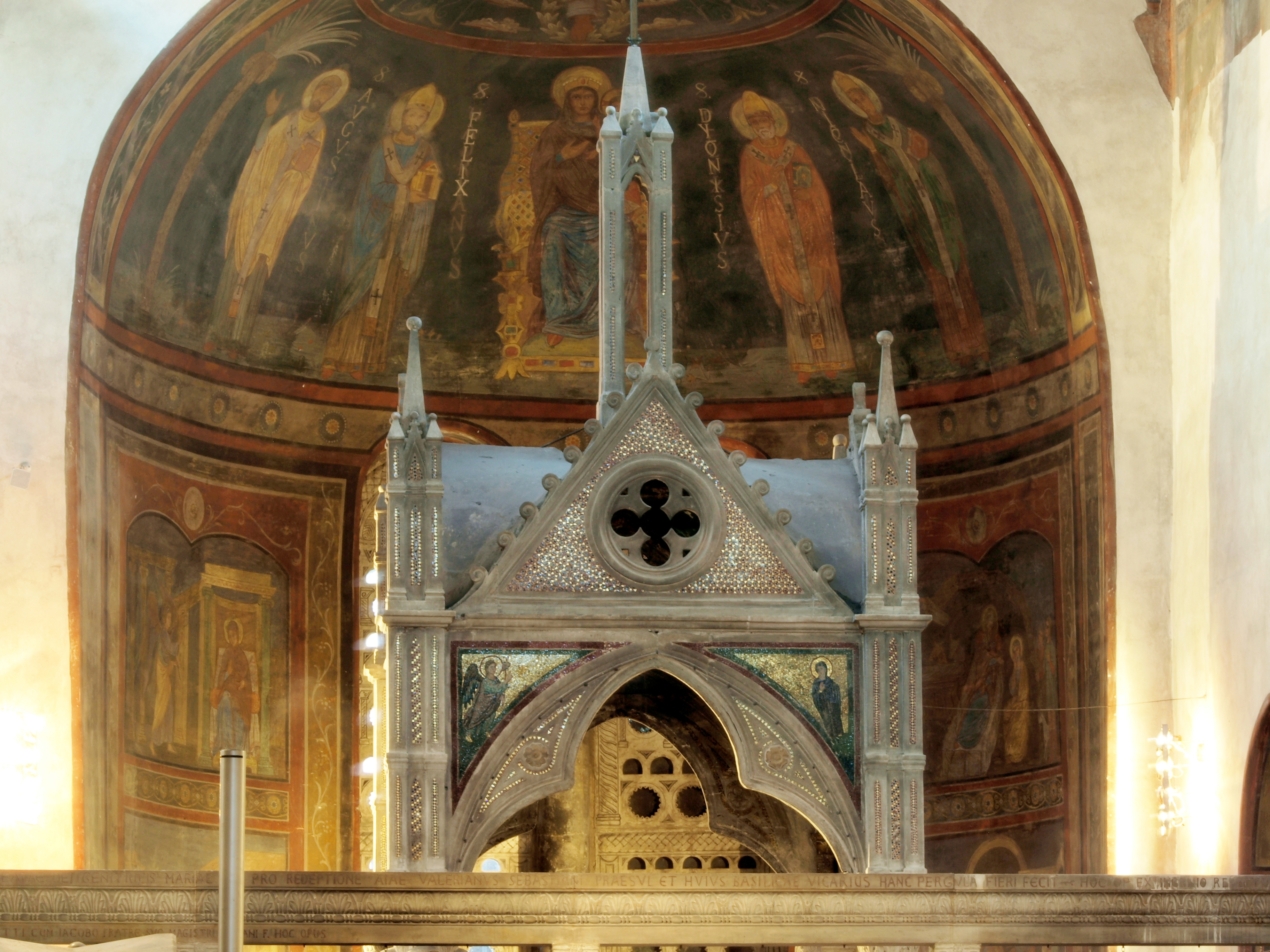
La parte superiore del ciborio con il mosaico dell'Annunciazione e gli affreschi dell'abside.

Le tre absidi, ciascuna delle quali si apre verso l'esterno con una bifora, sono rivolte ad oriente. Al loro interno, esse sono interamente decorate con affreschi in stile neomedioevale realizzati nel 1899; il ciclo della cappella di destra è dedicato alla Madonna, con la Madonna col Bambino entro una mandorla tra due angeli nel catino e ai lati della bifora a sinistra la Natività di Maria, a destra la Dormitio Virginis; il ciclo della cappella di destra è dedicato a san Giovanni Battista con nel catino l'Agnus Dei e ai lati della bifora a sinistra la Predicazione del Battista e a destra il Martirio del Battista; nel catino dell'abside maggiore sono raffigurati la Madonna in trono col Bambino tra i santi Agostino, Feliciano, Dionisio e Nicola I, mentre ai lati della bifora vi sono l'Annunciazione (in alto a sinistra), la Natività di Gesù (in alto a destra), l'Adorazione dei Magi (in basso a sinistra) e la Presentazione di Gesù al Tempio (in basso a destra). I dipinti sono opera di Cesare Caroselli e Alessandro Palombi.

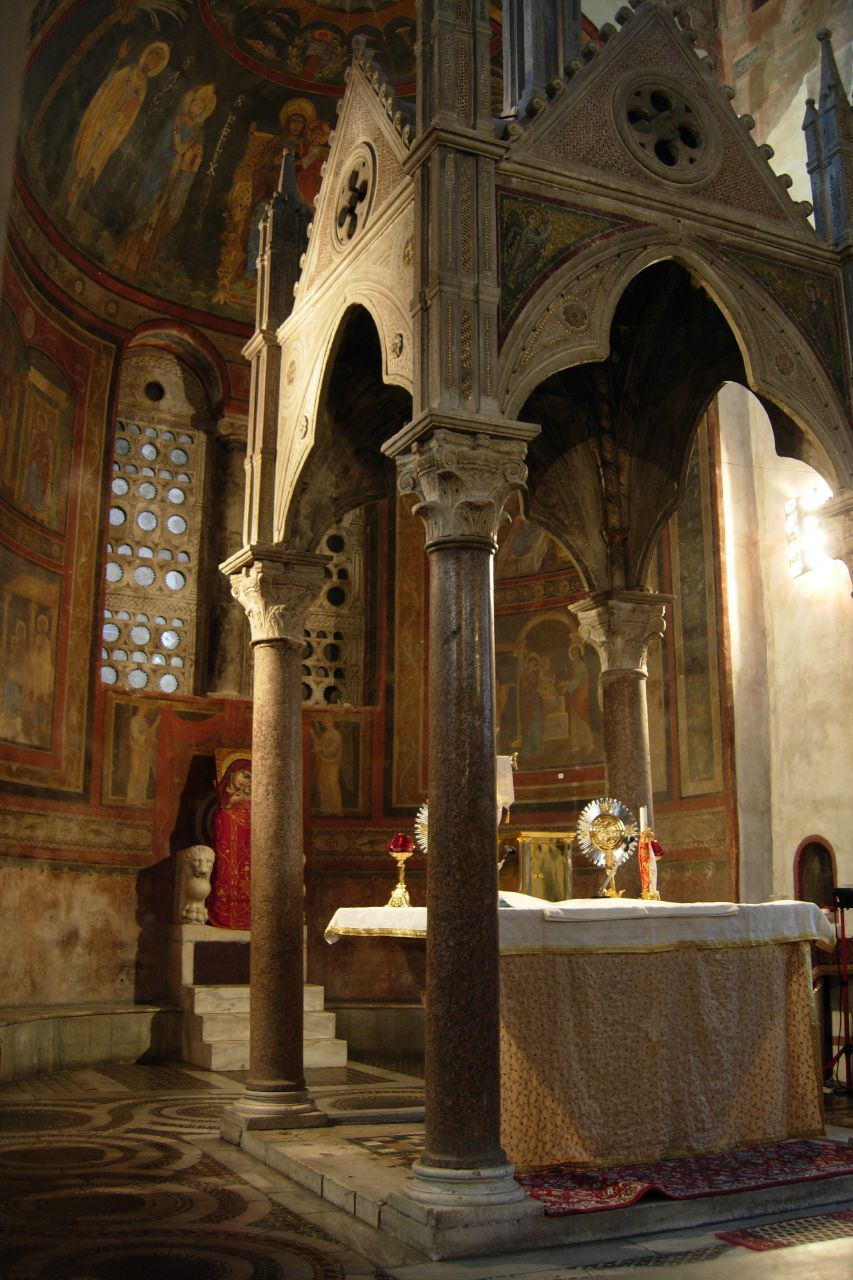
Il ciborio e la cattedra
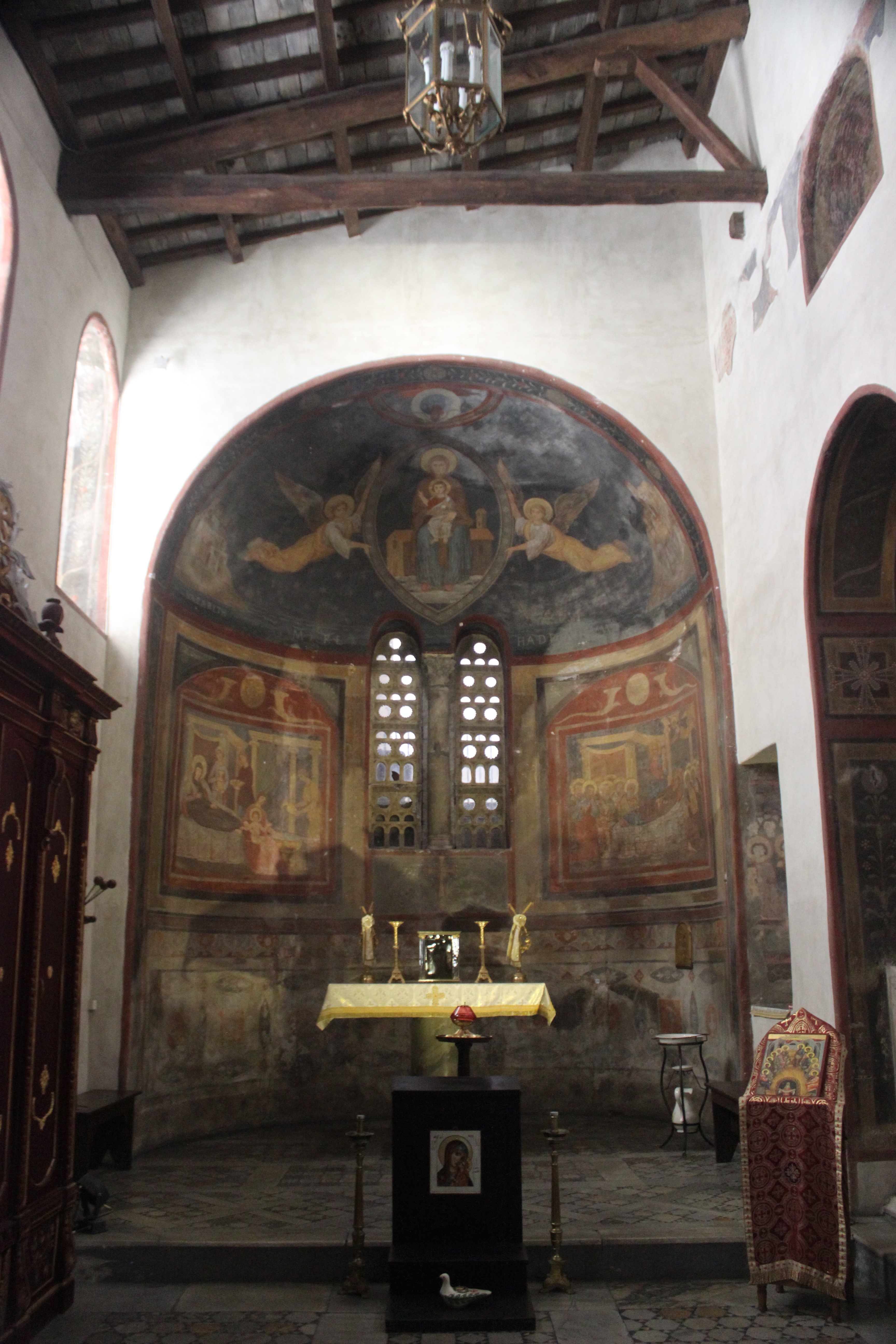
L'abside di sinistra
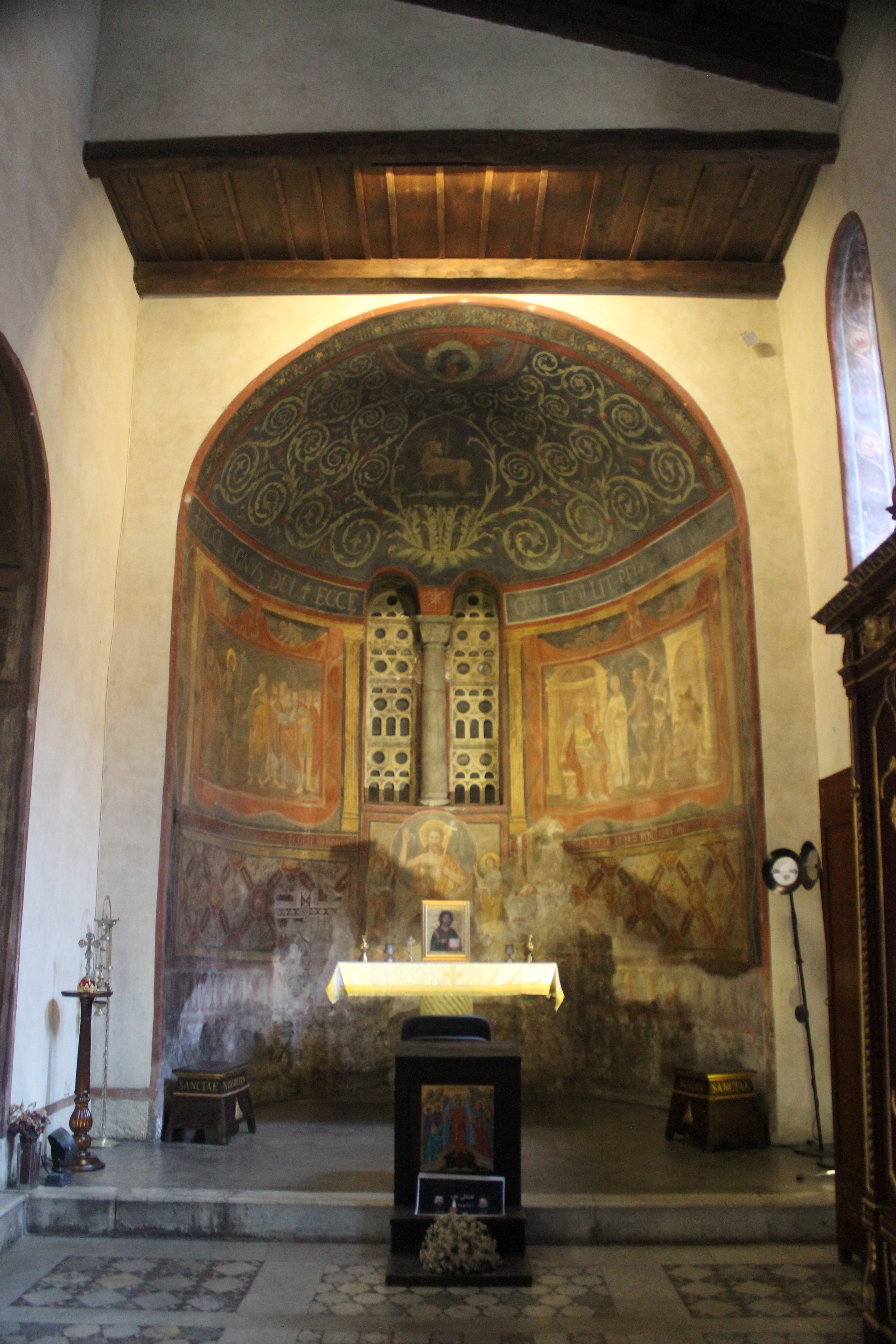
L'abside di destra
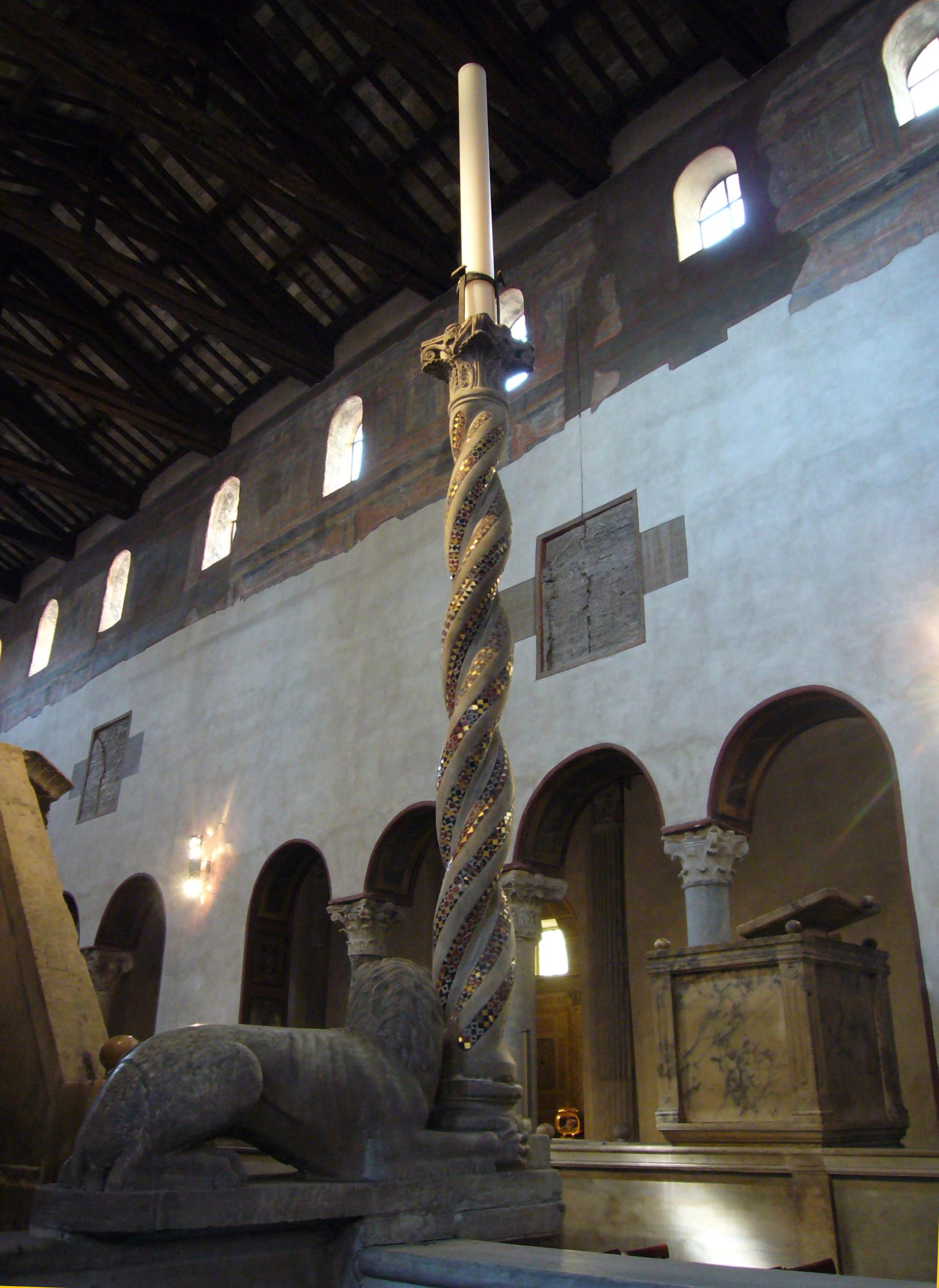
Il candelabro del cero pasquale

#### Cripta e reliquie

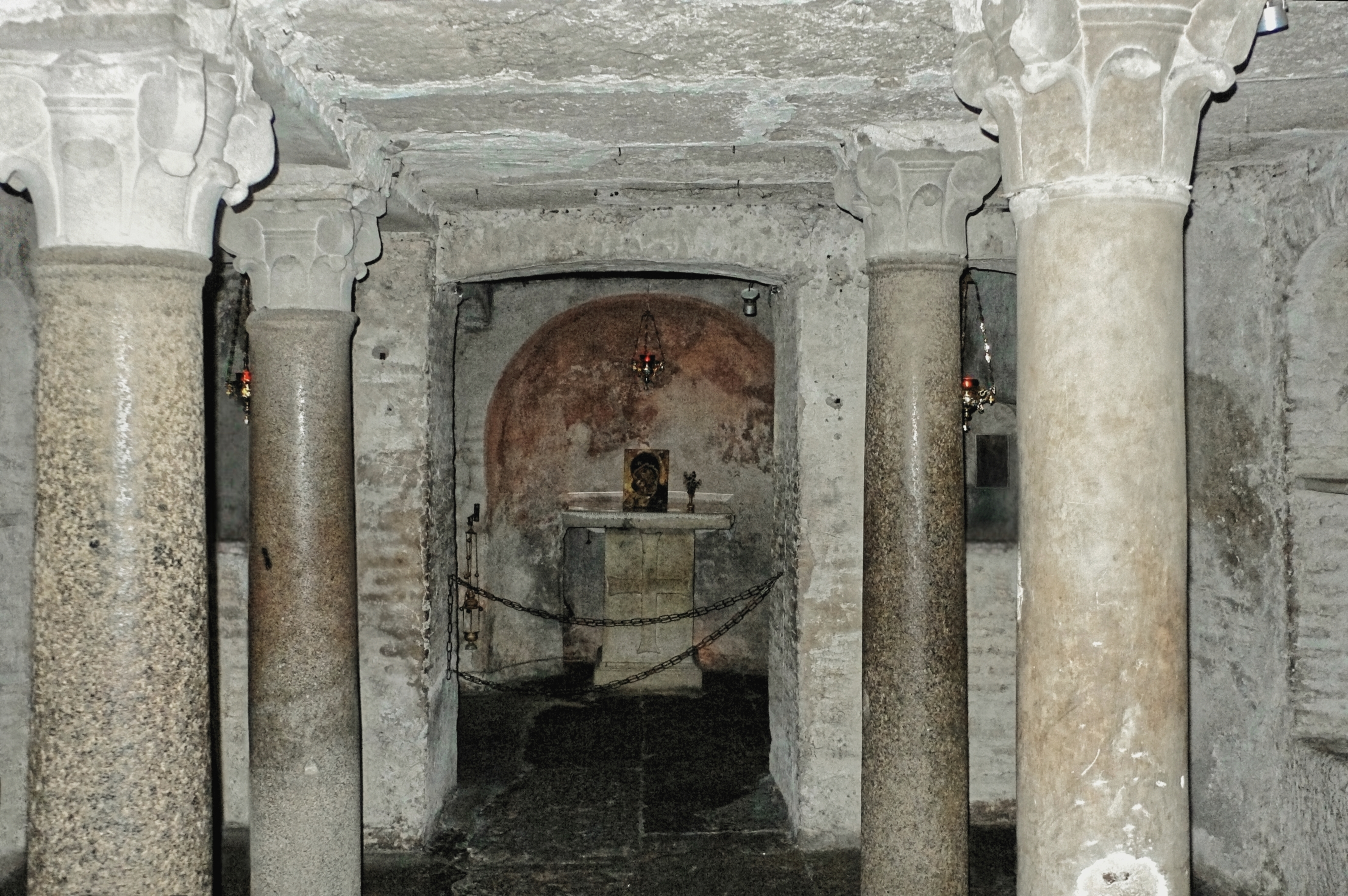
L'interno della cripta.

Al di sotto della schola cantorum vi è la cripta dell'VIII secolo, forse il più antico esempio di tale tipologia di ambiente, la cui doppia scala d'accesso venne aperta nel 1717 (in precedenza vi era solo quella di destra). L'ambiente, la cui muratura di rivestimento interno risale all'VIII secolo, è a pianta rettangolare, con soffitto piano, con aula tripartito in navatelle di quattro campate ciascuna da colonne corinzie. Lungo le pareti laterali si aprono sedici nicchie semicircolari, utilizzate originariamente per accogliere le reliquie dei santi; nella muratura sono inglobati i resti del podio in blocchi lapidei dell'Ara massima di Ercole invitto. Peculiarità di questa cripta è il transetto, uno dei rari casi di reintroduzione nell'architettura carolingia di tale elemento, tipicamente costantiniano. In corrispondenza con la navatella centrale si apre una cripta semicircolare, all'interno della quale trova luogo l'altare (del V-VI secolo), rinvenuto e ivi collocato durante i restauri della fine del XIX secolo), il quale contiene le reliquie di Santa Cirilla ed è decorato sulle fiancate con delle croci a bassorilievo.
All'interno della basilica sono custodite le reliquie di diversi santi. Tra questi, vi è il teschio accreditato a san Valentino, un "corpo santo" (martiri), e la testa di sant'Adautto. Quest'ultimo è molto probabilmente il martire che fu sepolto con Felice in una cripta nei pressi del cimitero di Commodilla sulla via Ostiense. Papa Siricio (384-399) costruì una piccola basilica sulla loro tomba restaurata ed abbellita in seguito da Giovanni I (523-526) e Leone III (795-816). Leone IV (847-855) donò loro reliquie ad Ermengarda, moglie di Lotario. La chiesa di Santa Maria in Cosmedin conserva altre teste di martiri (Adriano, Amelia, Angelo fanciullo, Antonino, Benedetto, Benigno, Candida, Candido, Clemenza, Concordia, Desirio, Desiderio, Generoso, Giuliano, Ippolito, Ottavio, Patrizio, Placido e Romano), nonché la gamba di Olimpia e quella di san Giovanni Battista de Rossi.

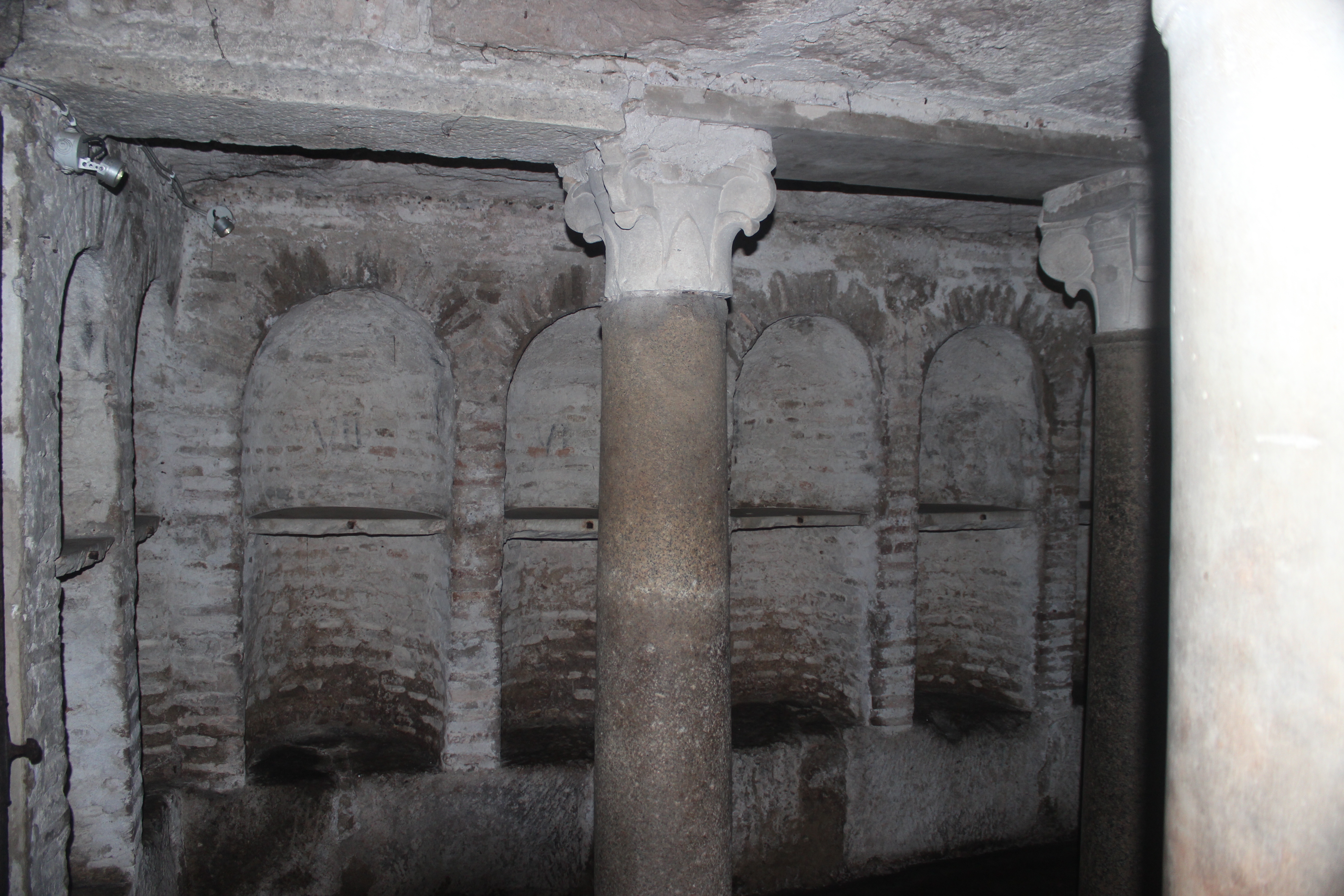
Le nicchie di sinistra
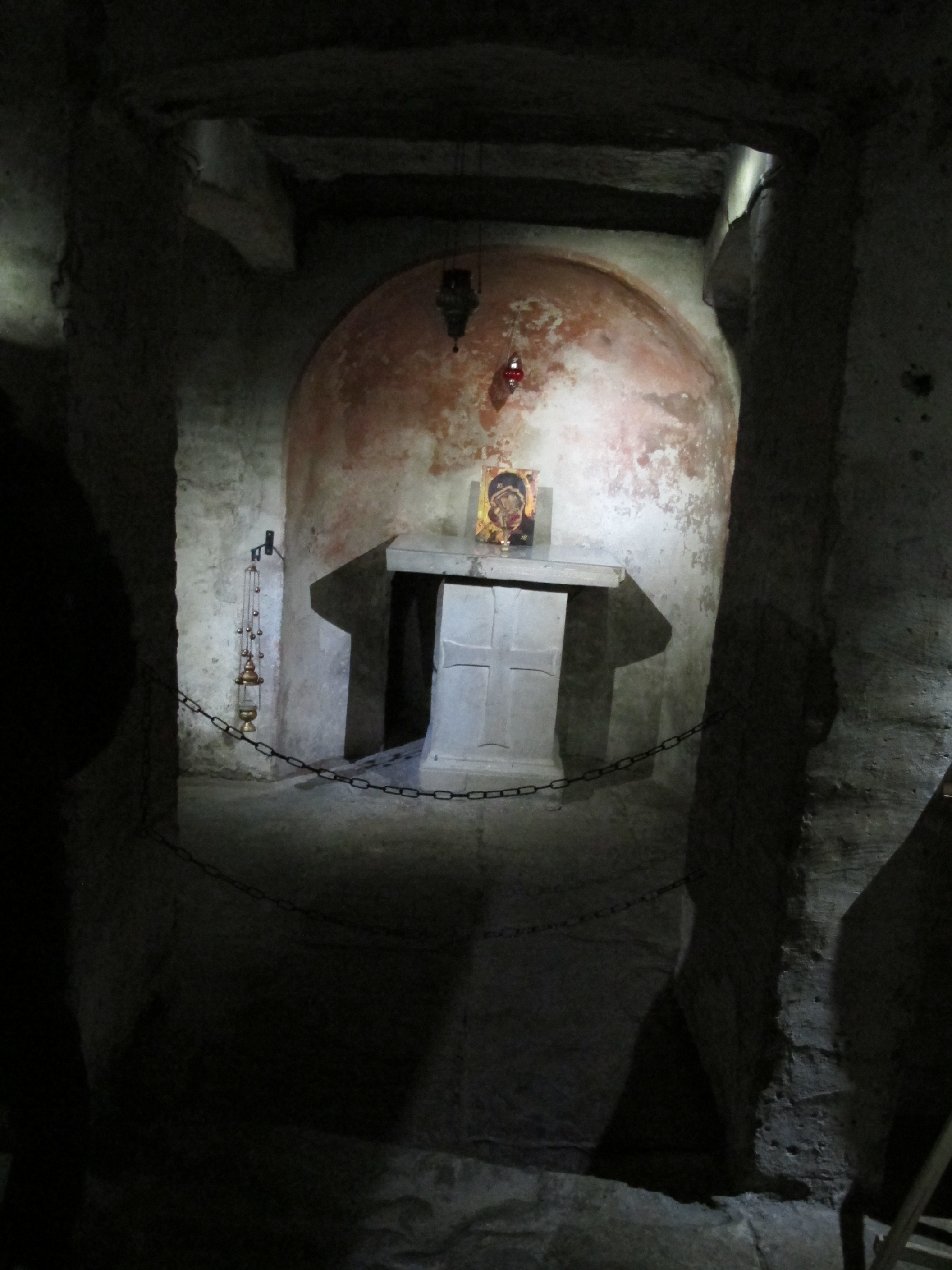
L'absidiola e l'altare
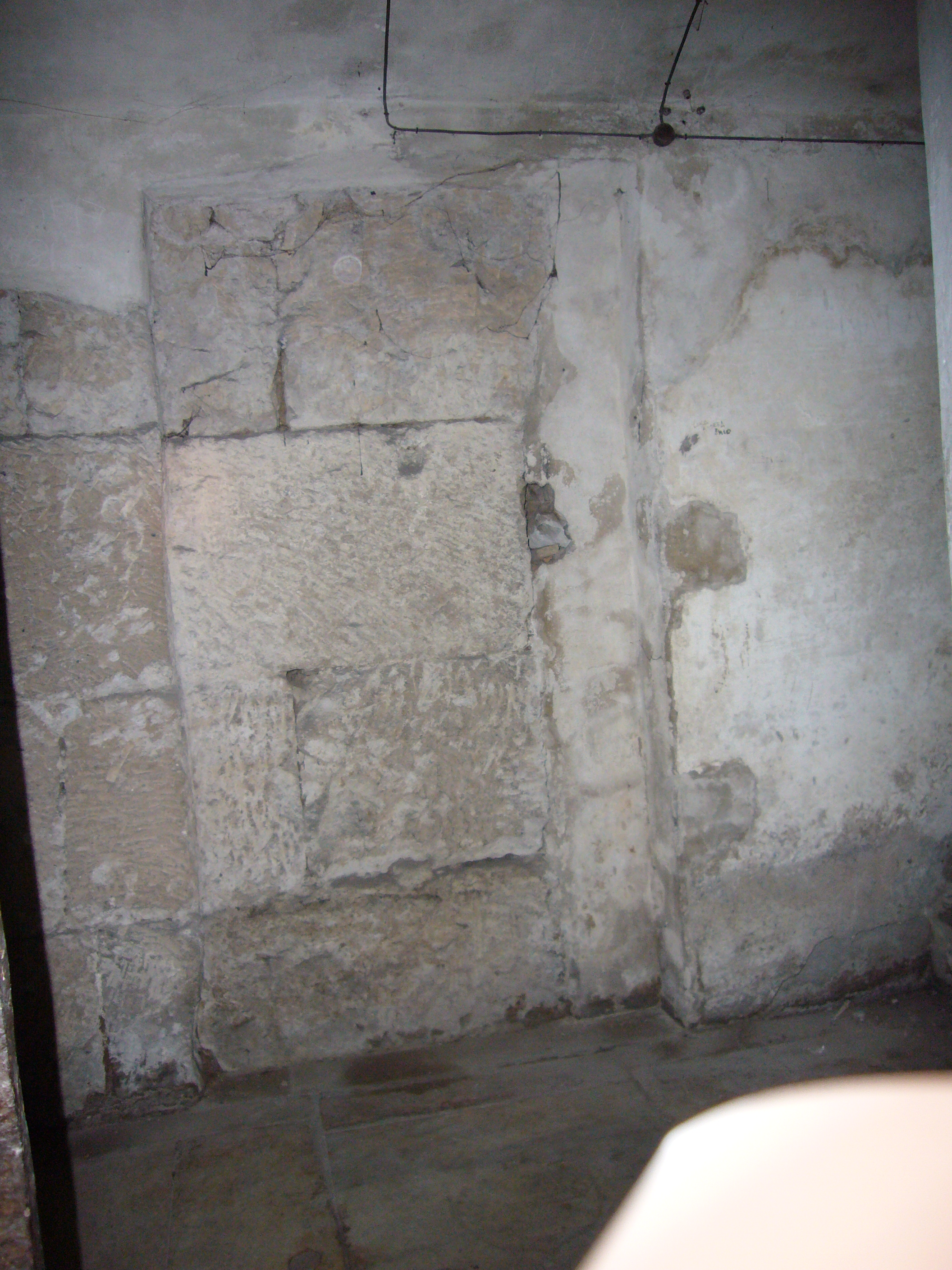
Resti del podio dell'Ara massima
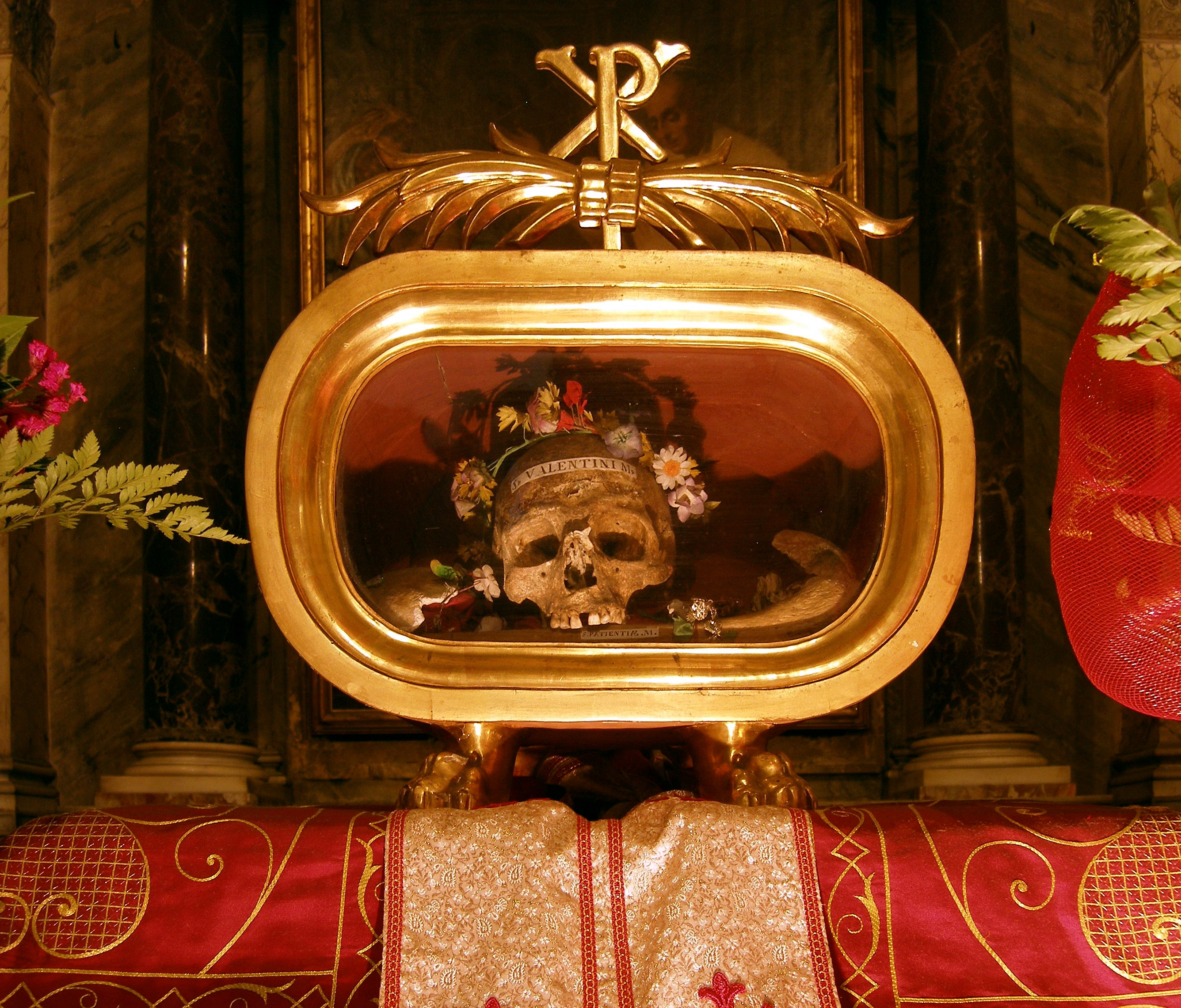
Il teschio di san Valentino

### Sacrestia

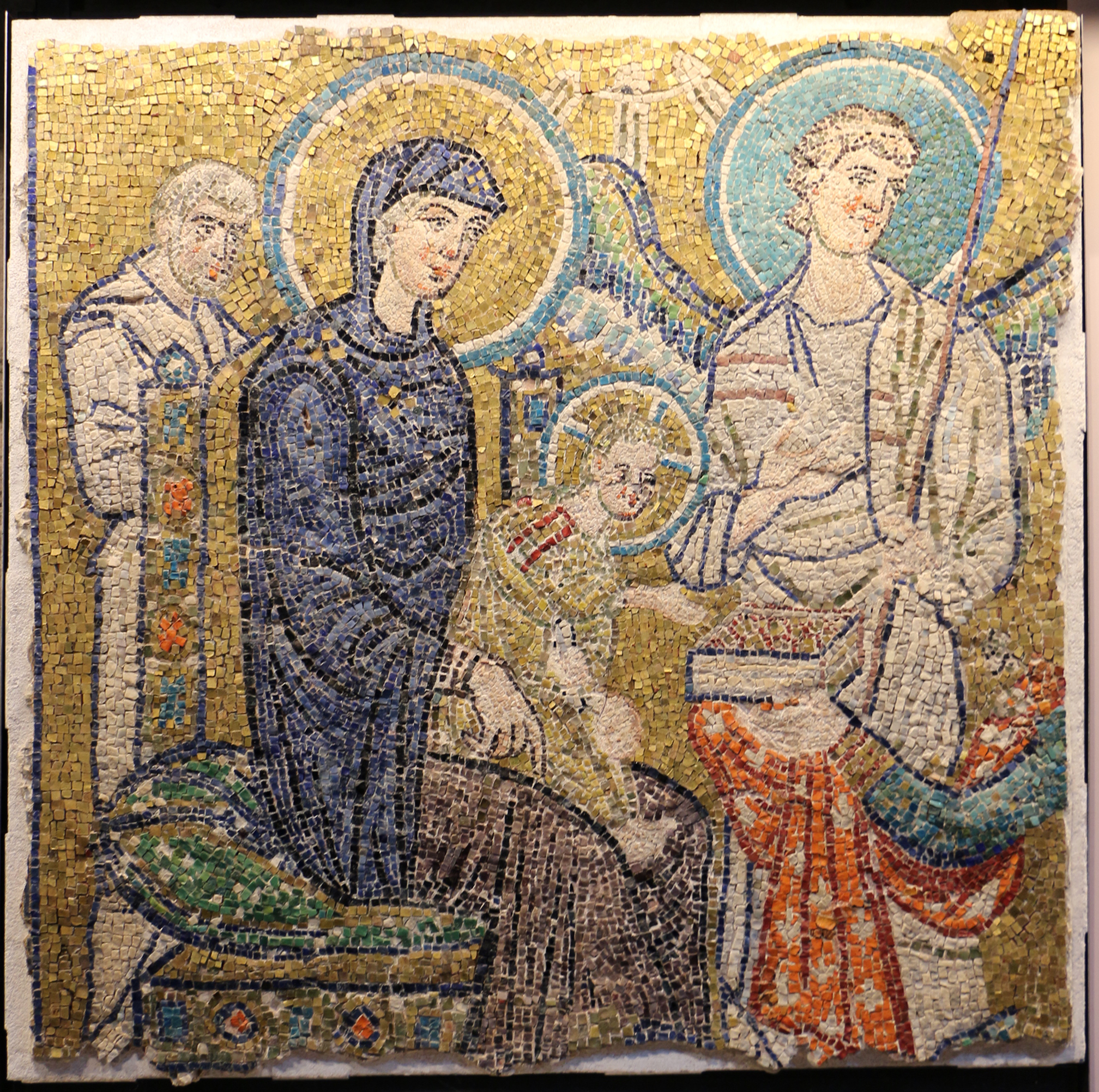
Mosaico con l'Adorazione dei Magi (inizi dell'VIII secolo).

Nella sacrestia, che si apre all'inizio della navata laterale di destra, è esposto uno dei nove frammenti superstiti della decorazione musiva dell'oratorio di Giovanni VII (705-707), facente parte del complesso dell'antica basilica di San Pietro in Vaticano, portato nella basilica nel 1639 per volere di Urbano VIII. Il ciclo era costituito da tredici episodi della vita di Gesù dall'Annunciazione alla sua discesa agli inferi, con sopra l'altare l'immagine della Madonna orante; il brano presente in Santa Maria in Cosmedin è quello più vasto e in miglior stato di conservazione e raffigura l'Adorazione dei Magi.
La composizione della scena richiama quella dell'affresco analogo presente nella chiesa di Santa Maria Antiqua, risalente anch'esso al pontificato di Giovanni VII. Di chiara impronta paleocristiana, è caratterizzato da un angelo in posizione eretta posto tra la Vergine con il Bambino e i magi, presente in analoghe raffigurazioni dei secoli V e VI. I magi, andati perduti, avevano atteggiamenti differenti: quello all'estrema sinistra (del quale si vedono ancora la mano e il dono), in ginocchio, offriva a Gesù un libro; gli altri due, in piedi, discutevano animatamente, il che fa presupporre una fusione del viaggio dei magi e dell'adorazione, in precedenza distinte, in una scena unica.
Il mosaico è stato esposto nella chiesa di Santa Maria Antiqua tra il marzo e l'ottobre 2016 nell'ambito di una mostra temporanea. Nei mesi precedenti è stato sottoposto ad un intervento di restauro da parte dell'Istituto superiore per la conservazione ed il restauro.